# Saturnino Herrán
Saturnino Efrén de Jesús Herrán Guinchard (Aguascalientes, 9 de julio de 1887-Ciudad de México, 8 de octubre de 1918), conocido como Saturnino Herrán, fue un destacado pintor mexicano de inicios del siglo XX. Su obra se enmarca dentro del modernismo pictórico y se considera iniciador del muralismo mexicano. Sus pinturas son reconocidas por abordar mitos prehispánicos así como escenas de clases populares e indígenas. Aunque solo vivió 31 años, creó algunas de las obras plásticas más reconocidas del arte mexicano, como La ofrenda, La leyenda de los volcanes, Tehuana, La criolla del mantón, El cofrade de San Miguel, Nuestros dioses, entre otras. Desde 1988 su obra se considera Monumento artístico en México.

## Biografía

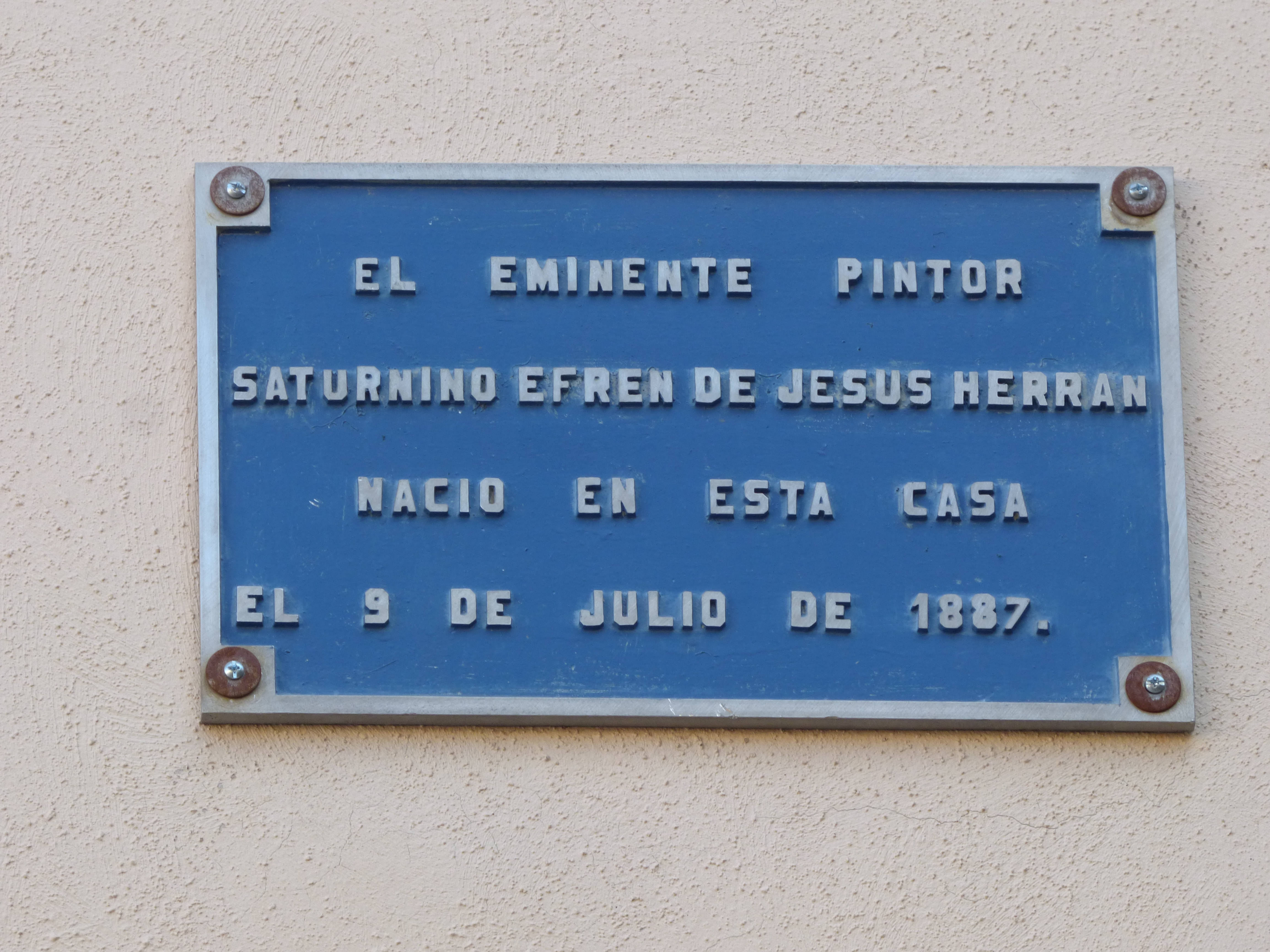
Placa de la casa donde nació Saturnino Herrán, Aguascalientes, México

Saturnino Herrán nació en la ciudad de Aguascalientes, el 9 de julio de 1887. Sus padres fueron José Herrán y Bolado y Josefa Guinchard Medina. Su padre fue un hombre polifacético, quien fungió como tesorero general del estado de Aguascalientes, pero al mismo tiempo era profesor de teneduría de libros en el Instituto de Ciencias de Aguascalientes. Asimismo, Don José se caracterizaba por ser un inventor y literato espontáneo; invertía parte de su tiempo construyendo artilugios mecánicos, los cuales no tuvieron suficiente éxito, como lo indica Federico Mariscal.
Su padre, quien también cultivó las letras, presentó su drama en tres actos El qué dirán en el Teatro Morelos, edificio que había apoyado para su construcción. Asimismo participó en la redacción de la revista mensual El Instructor, publicación científica, literaria y de agricultura, la cual fundó Jesús Díaz de León. La madre de Saturnino, Josefa Guinchard Medina, de ascendencia franco-helvética, provenía de una familia de hacendados hidrocálidos, de los cuales Miguel Guinchard llegaría a ser gobernador del estado, en el periodo de 1879 a 1881. En 1902 la familia Herrán se mudó a la Ciudad de México, porque José Herrán tuvo que ocupar el curul de diputado suplente en el Congreso de la Unión, además de que tenía la intención de perfeccionar un combustible artificial.
Sus primeros estudios los realizó en el Colegio de San Francisco Javier y en 1901 ingresa a la preparatoria en el Instituto de Ciencias de Aguascalientes; ahí conoce a Pedro de Alba, y reencuentra a sus amigos de la infancia, Ramón López Velarde y Enrique Fernández Ledesma.
El 18 de enero de 1903 fallece su padre, lo cual significó un duro golpe moral, pues contaba solo con quince años de edad. Al quedar en el desamparo, su madre y él intentan recuperar algunas de las patentes de José Herrán, pero no contaban con los materiales que se habían quedado en Europa.
En 1904, Herrán ingresa en la Escuela Nacional de Bellas Artes —antes Academia de San Carlos—, en un momento en que la institución había cambiado sus planes de estudio, bajo la dirección en las clases de dibujo y pintura impartidas por Antonio Fabrés.
Saturnino Herrán se casó con Rosario Arellano en 1914, con quien tendría a su único hijo, el químico José Francisco Herrán Arellano. Su esposa fue modelo en una de sus obras representativas, Tehuana.

### Aprendizaje (1904-1908)

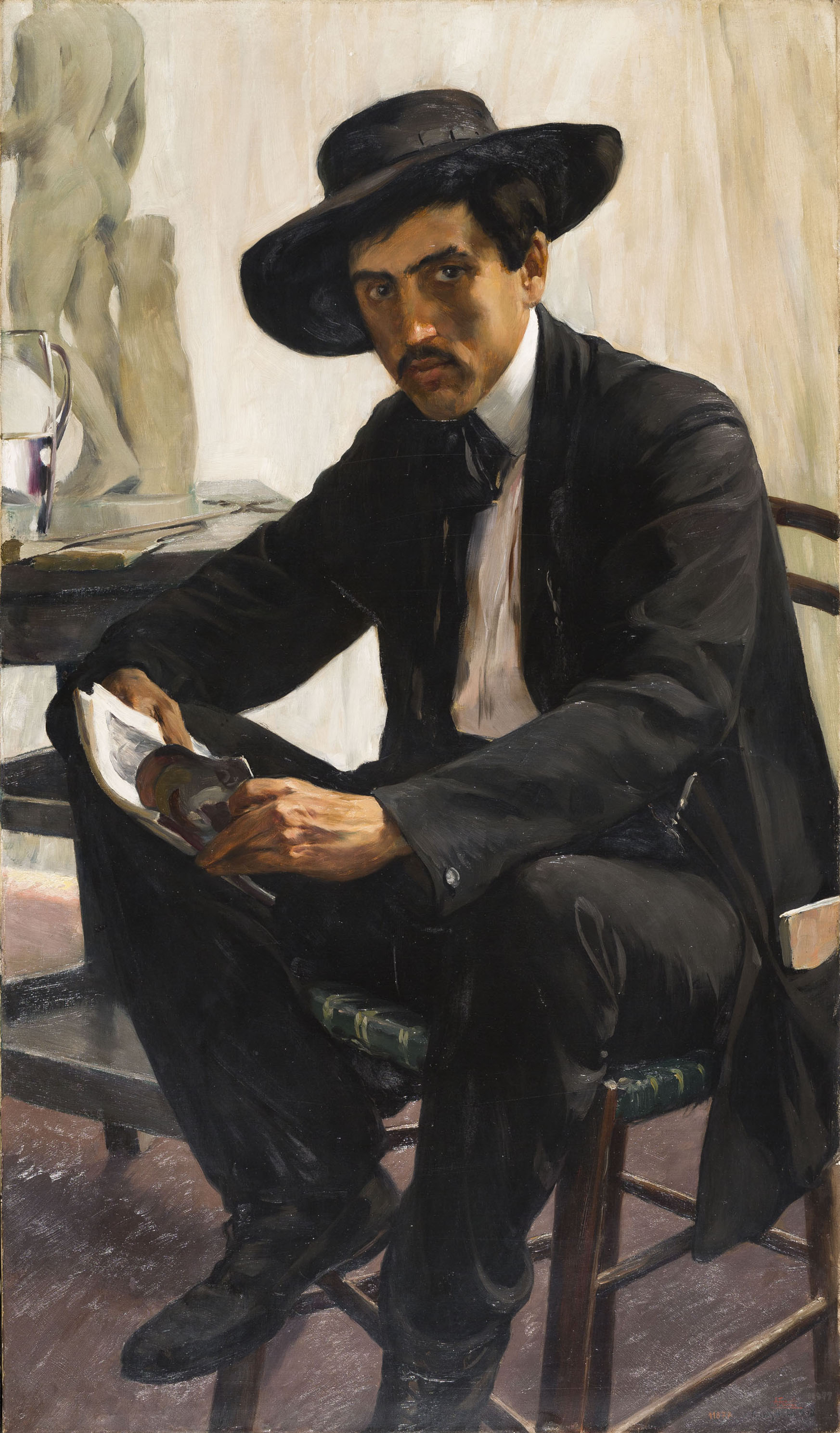
El estudiante. Retrato de Saturnino Herrán, 1908, Antonio Fabrés, MNAC, Barcelona

Saturnino fue un pintor con gran habilidad desde muy joven, por lo que cuando llegó a la academia en la Ciudad de México no se inscribió en los cursos elementales de dibujo, sino que pasó directamente a las clases superiores impartidas por Antonio Fabrés, profesor que tendría a Herrán en alta estima. De esta época se pueden apreciar algunos dibujos al carbón y en sanguina, los cuales se expusieron en la escuela con los de otros compañeros. El profesor era afecto a una temática anacrónico-exótica, la cual estaba presente en las obras de sus alumnos incluyendo a Herrán, quien la fue abandonando al preferir la iconografía de elementos de la realidad cotidiana.
De esta época también hay obras como Un desocupado y Un albañil, fechadas en 1904, que denotan las enseñanzas de Fabrés en torno a las costumbres y las escenas cotidianas de la ciudad. En 1907 pinta Viejo, una pintura de tinte naturalista pero con un modo expresivo y modernista. Si bien, con Fabrés, Herrán trabajó sus dotes en el dibujo, con Germán Gedovius aprendió el oficio de la plástica, la materia pictórica. Las figuras de trabajadores humildes, que tendrían presencia protagónica en la obra de Herrán, es una de las influencias de Gedovius.
En obras como Jardines de Castañeda, es posible ver la factura modernista de Herrán en sus primeros años, aunque aún no poseía la impronta individual que alcanzaría en obras posteriores. Herrán perteneció a un grupo del Ateneo de la Juventud, asociado a la revista Savia Moderna, con quienes compartía ideales estéticos idealistas y simbolistas.
De la época de aprendizaje, influyeron también en Herrán las obras de Ignacio Zuloaga, Joaquín Sorolla, en especial la paleta de colores, la exuberancia y la iconografía compuesta de temas crítico-sociales. Sus contemporáneos Juan Téllez, Ángel Zárraga y Julio Ruelas también fueron parte de la amalgama de expresiones diversas que confluirían en su obra futura. Herrán también estaba familiarizado con la publicación The International Studio, en cuyas páginas tuvo contacto con la obra de artistas que influyeron en su formación, como la estampería japonesa y las pinturas de Frank Brangwyn.
En 1907, Herrán trabajó copiando los frescos de Teotihuacán para el antropólogo Manuel Gamio, y poco después comenzaría a representar el pasado indígena en su obra pictórica.

### Consolidación profesional (1908-1911)

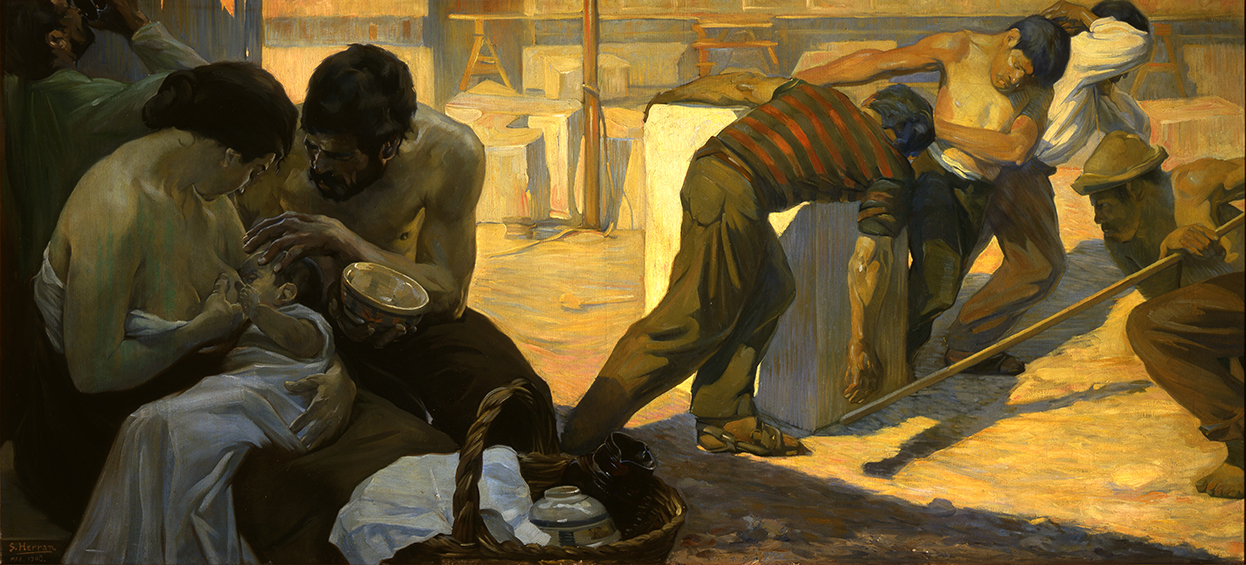
La labor. 1908.

En 1908, Herrán terminó su primera obra de gran rigor estilístico, Labor, la cual desarrolla en su clase de Composición de Pintura. Dos años después realizó dos tableros para la Escuela de Artes y Oficios entre 1910 y 1911, en la que se realzaba el trabajo como sustento del progreso nacional. Para estas obras, Herrán retomó los murales de Frank Brangwyn. En 1909, Herrán ya había realizado una obra alegórica con sensibilidad decadentista, Molino de Vidrio, en la que se confronta el tema del progreso asociado al trabajo con el del agobio que representa el trabajo físico de un viejo que opera una rueda de molino.
En sus primeras obras de consolidación profesional, Herrán matizaba el naturalismo propio de los pintores costumbristas al diluir los contornos precisos de las figuras y objetos, técnica presente también en obras como Vendedoras de ollas de 1909, en Flora y en el tríptico La leyenda de Iztaccíhuatl. En el caso del cuadro Flora, fue un tema elegido por el profesor Francisco de la Torre y Sóstenes para hacer hincapié en el poder germinador de la naturaleza; sin embargo, Herrán pinta a una modelo de rasgos indígenas con flores en la cabeza sosteniendo un cesto con rosas. En todos estos cuadros, Herrán muestra una personalidad perfectamente definida en sus personajes, y no le interesaba perseguir arquetipos abstractos, sino pintar a hombres y mujeres específicos. Las atmósferas en las que Herrán colocaba a los personajes era imprecisa y vaga, fuera de lo cotidiano.
De esta época, el tríptico La leyenda de los volcanes, obra no datada pero que se calcula que fue creada entre 1910 y 1912, es una alegoría del destino trágico de los dos amantes. Este tríptico conjuga varias tendencias del modernismo en el arte, como una representación trágica y pesimista del amor, así como una factura que se encuentra entre el naturalismo y la abstracción. La novedad iconográfica de la pintura radica en la utilización de una leyenda indígena para construir estados de ánimo subjetivos y personales.

Herrán participó en dos exposiciones en la Escuela Nacional de Bellas Artes en 1910, una en febrero y otra por las Fiestas del Centenario en septiembre que organizó el Dr. Atl. En estas exposiciones, la obra de Herrán atrajo la atención del público y la crítica.

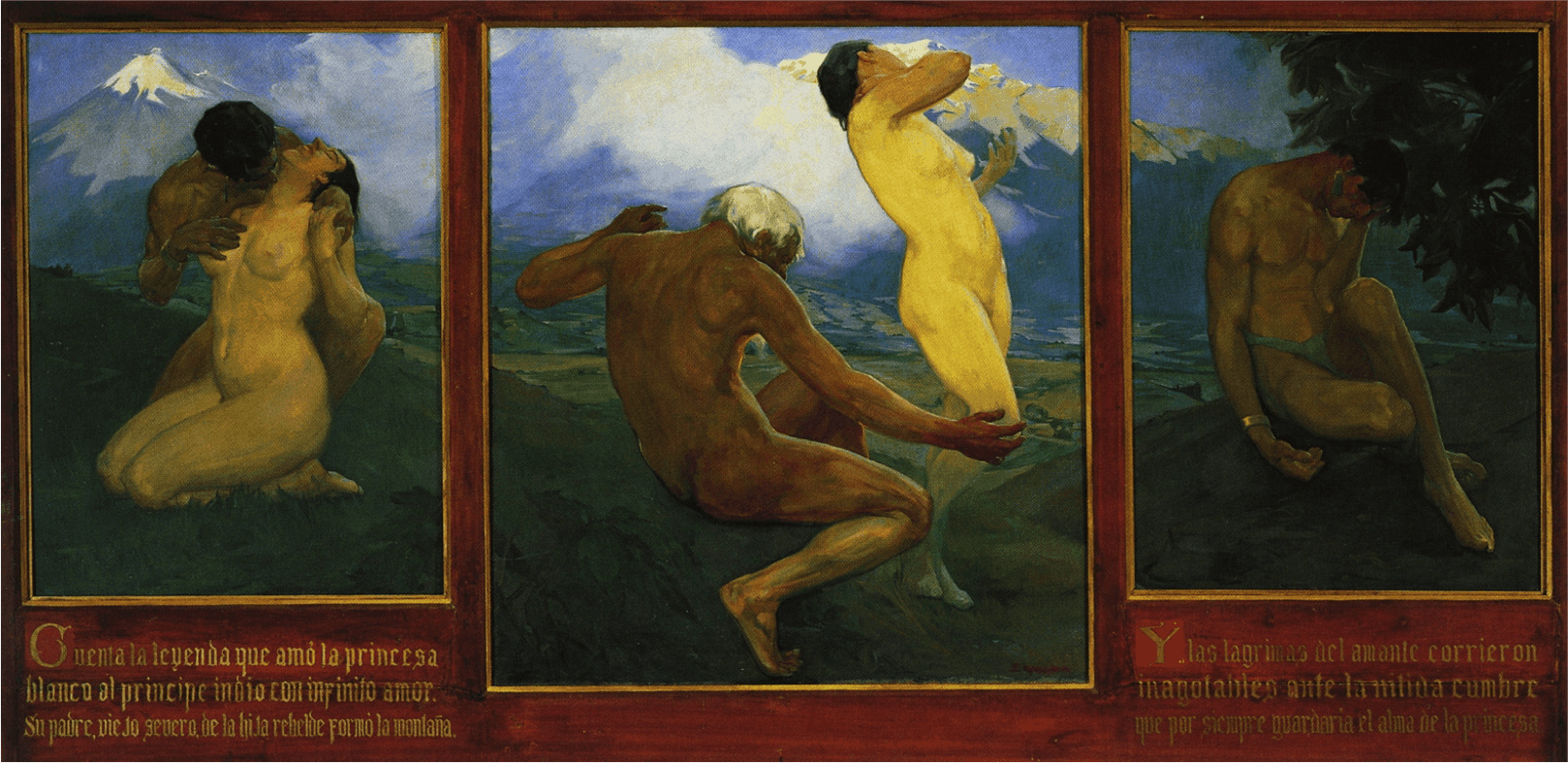
La leyenda de los volcanes (tríptico). Entre 1910 y 1912.

### Mexicanización de la iconografía modernista (1912-1914)
Para Fausto Ramírez, será esta etapa en la que Saturnino Herrán reafirma su personalidad artística al asimilar los modos de expresión y modelos modernistas. Esta etapa es similar al tránsito que muestra la obra del poeta Ramón López Velarde del paso del modernismo cosmopolita a una fase que, en palabras de José Emilio Pacheco, se puede denominar “criollismo o colonialismo vernacular”. La crítica de arte Teresa del Conde lo catalogó como "maestro del modernismo mexicano" a pesar de su corta trayectoria y su temprana muerte.
La primera obra de esta fase es Vendedor de plátanos, en la que se vuelve al motivo del trabajador fatigado por su ardua labor, pero con hincapié en su avanzada edad. El personaje aquí está en un entorno urbano, colocándolo en un lugar de enunciación concreto. Es en esta época donde comienza a realizar estudios arquitectónicos, especialmente de interiores, fachadas y cúpulas de iglesias que servirían como de fondo para los personajes de sus cuadros.
Como antecedente, Gedovius también desde 1904 realizaba motivos arquitectónicos dentro de sus pinturas; sin embargo, Herrán comenzó a hacer asociaciones inesperadas entre el fondo monumental y el cuerpo consumido de los viejos. A diferencia de Gedovius, que como José de Ribera dignificaba la figura del anciano convirtiéndolos en filósofos, Herrán exhibe la decrepitud corporal y la acentúa. De esta época destacan Desnudo de vieja, El último canto, El pordiosero, Anciana con esfera de cristal, todos ellos mostrando el efecto que tuvo la lucha armada de la Revolución en las personas más desprotegidas.
El tema religioso, que estará presente en diversas obras de Herrán, comienza a destacar a partir de 1913 cuando pinta La ofrenda o La trajinara, la cual tuvo como antecedente El camino de Francisco de la Torre. En la composición de Herrán se aprecia a una familia en una trajinara en Xochimilco que lleva un tributo floral a sus muertos el 2 de noviembre. Cada personaje representa alguna de las tres edades del ser humano, desde la infancia hasta la vejez, lo cual hace pensar que representa no solo a un grupo de personas sino a toda la humanidad que avanza hacia un destino ineluctable.
En El jarabe (1913) y La Tehuana (1914), Herrán hace un uso competitivo de la mujer dominadora, triunfante y erguida, además, junto con El gallero (1912) se tratan de composiciones en las que el conocimiento del arte japonés se revela como uno de los antecedentes del pintor. Con El gallero, Herrán obtuvo reconocimiento en una exposición que organizó la Junta Española de Covadonga, donde se llegó a decir que el alumno había superado al maestro, haciendo alusión a la obra de Gedovius.
En La Tehuana, que es un retrato de su esposa Rosario Arellano, se resalta el traje típico de las mujeres del Istmo de Tehuantepec, sobre todo el tocado que llena casi todo el lienzo vertical que, como señala Fernández, puede tener como influencia el «kakemono» japonés. Herrán pinta en esa época alegorías indígenas mezcladas con el estilo indigenista que lo caracterizaba, especialmente en El beso de la muerte de 1913, donde la relación de Eros y Thanatos se mezclan como rasgo importante del modernismo de su obra.

Herrán planeó realizar una exposición individual de su obra, pero debido a los acontecimientos políticos de la década, muchos proyectos culturales se vieron frustrados. Aunado a esto, la vida familiar fue compleja, primero por el parto complicado de su esposa que puso en riesgo su vida, lo que aplazó una posible exhibición individual hasta noviembre de 1918, dos meses después de su muerte.

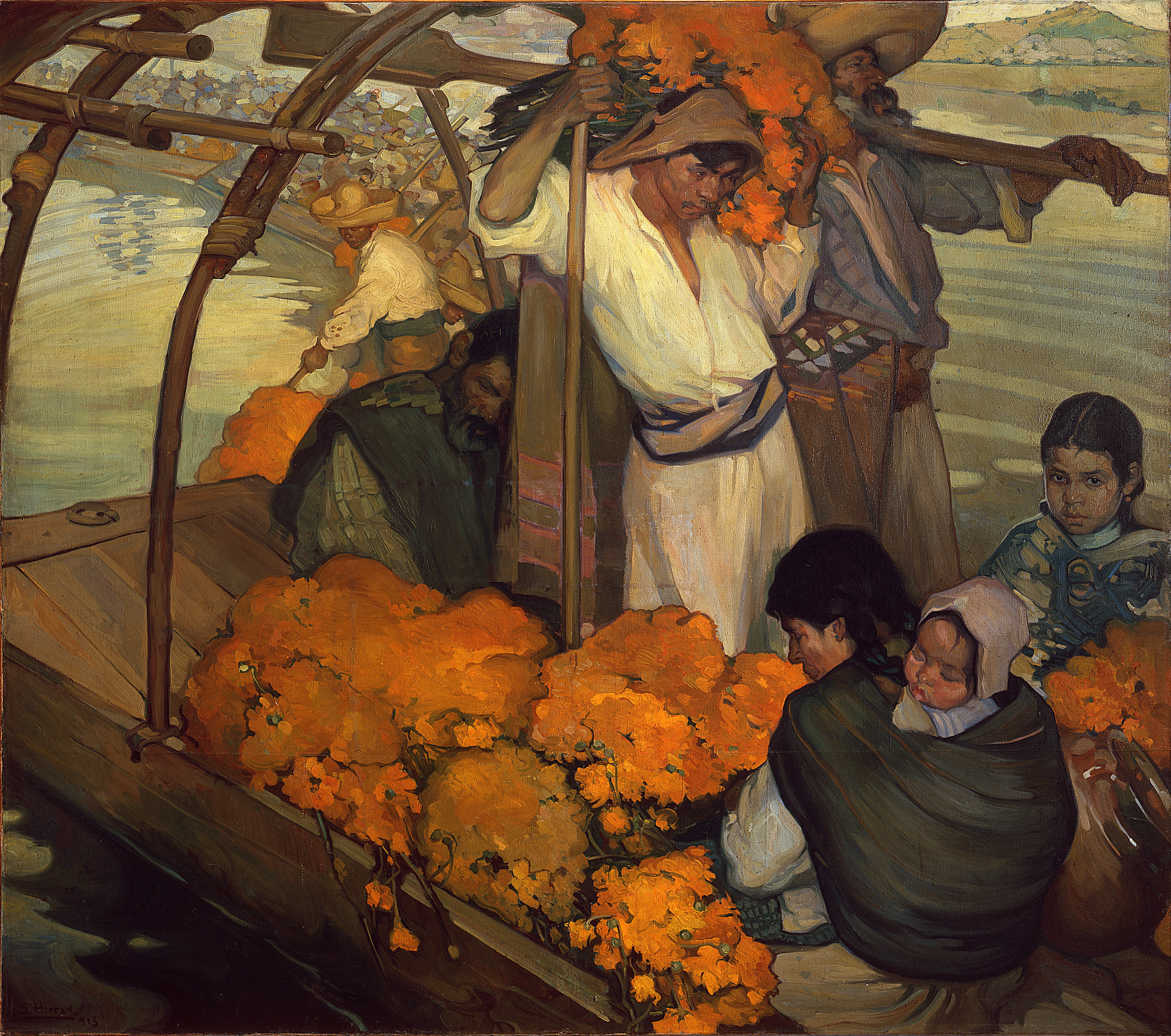
La ofrenda. 1913

### Última etapa (1915-1918)
En la última etapa de la Revolución Mexicana, la más complicada para el país desde la Independencia, Herrán sobrevivía realizando ilustraciones y viñetas para libros y revistas, así como con las clases que impartía en la Escuela Nacional de Bellas Artes.

Poseía un taller en la calle Mesones en el cual se encerraba para trabajar, y su pintura cada vez se hacía más luminosa, en contraste con los tiempos oscuros. Es de esta época la serie de las ‘’Criollas’’, que realizó entre 1915 y 1917. La asociación lopezvelardiana de la serie hacía referencia a la mujer-fruta-flor que representa también la nacionalidad y elementos histórico-culturales mexicanos.

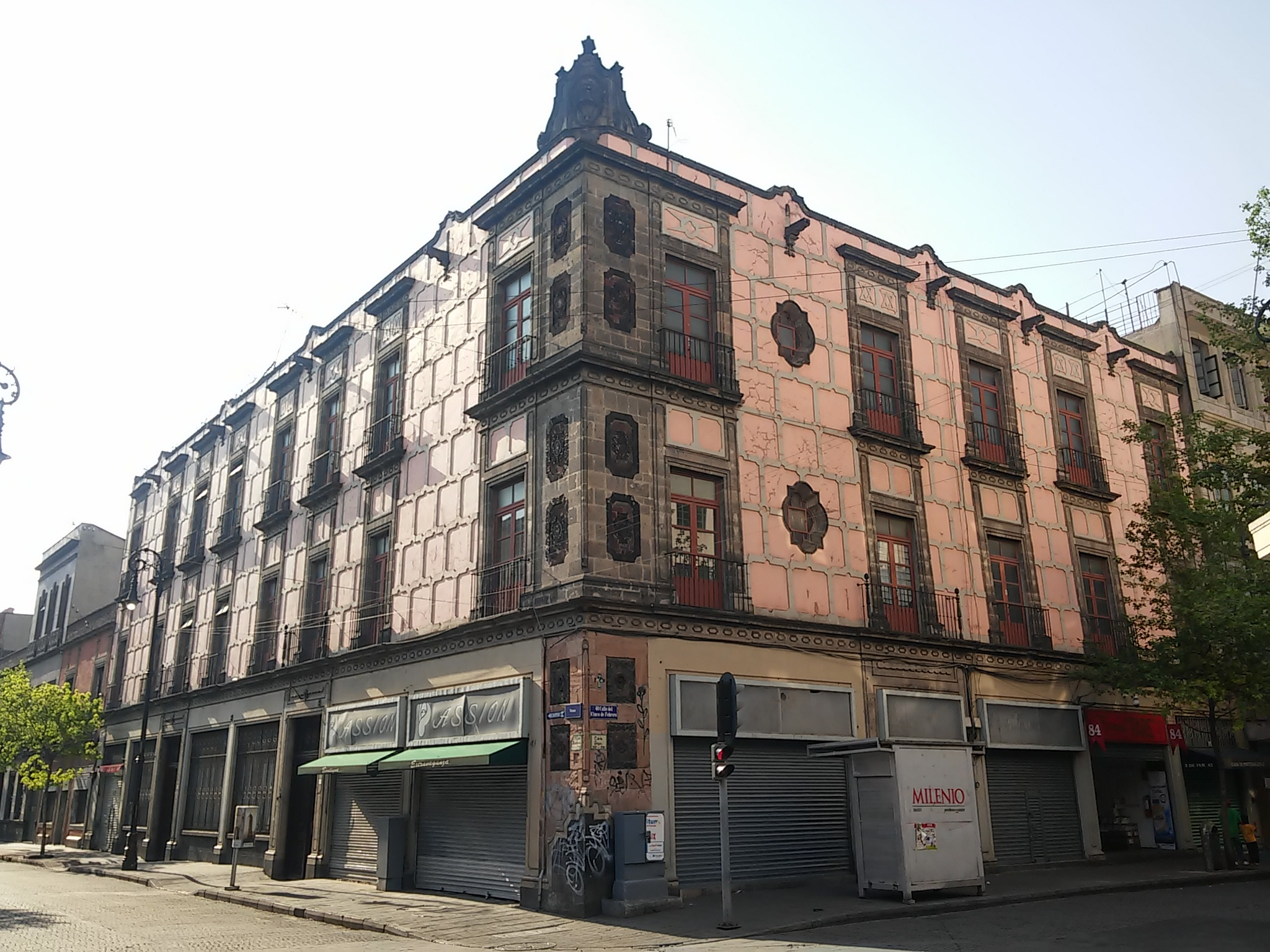
Edificio de la calle Mesones número 82-84. Aquí se encontraba la casa taller de Saturnino Herrán, del edificio original solo se conservan los ornamentos de la esquina y la hornacina

A partir del discurso simbolista, combinado con el nacionalismo carrancista propugnado por los ateneístas, hubo en la obra de Herrán de la última época y en especial en sus “Criollas”, una revaloración del pasado colonial. La primera pintura de la serie de Las criollas es La criolla del mantón de 1915, en donde Herrán emplaza a la figura femenina a la parte derecha del cuadro, y equilibra la composición con el mantón de seda que recuerda los tiempos de la nao de China y el parián en la Nueva España mediando entre dos mundos opuestos.
Por su parte, en La criolla del mango (1915) presenta otros motivos culturales, como la sasta de corales, flores de cempasúchil en el cabello y un mango que sostiene con la mano. El rebozo de 1916 tiene tanto connotaciones nacionalistas como una sensualidad característica. Herrán coloca diversos elementos, como un sombrero galoneado en el suelo, y el Sagrario Metropolitano al fondo como un símbolo del mestizaje. En la Criolla de la mantilla (1917), se puede apreciar la exaltación de las raíces hispánicas de la cultura mexicana, tanto por la modelo de origen español, la bailarina Tórtola Valencia, así como por los elementos compositivos.
El quetzal sería la contraparte a la serie de Las criollas, tanto por la figura masculina, como por el motivo indigenista que, sin embargo, está representado desde un estatuto clásico, mezclando motivos indígenas con mitológicos, al pintarlo a manera de sátiro. Aquí Herrán parecía seguir los lineamientos de Manuel Gamio en su libro Forjando patria (1916) en el que exalta el indigenismo, al  “'indianizar' el arte europeo al tiempo que se 'europeizaba' al autóctono.”

El cofrade de San Miguel de Saturnino Herrán, 1917

La obra pictórica que captura el crisol de razas y el “criollismo” de la estética de López Velarde se dará en el friso Nuestros dioses, el cual habría comenzado a idear en 1914 y que tenía como finalidad convertirse en uno de los murales que adornaría el interior del Teatro Nacional, luego Palacio de Bellas Artes. El dibujo Friso de los dioses viejos fue el punto de partida, y en éste se despliega un grupo de indígenas adorando y rindiendo pleitesía a la Coatlicue aun sin entremezclar las divinidades. Ramírez señala que la idea de crear una mezcla entre la figura de Coatlicue con el Cristo crucificado, aunque original de Herrán, tiene reminiscencias de la obra El Cristo de la sangre de Ignacio Zuloaga. Esta solución de la mezcla de tres tableros, la trabajó Saturnino entre 1915 y 1916, creando un dibujo acuarelado de la obra. Más adelante se concentró en el tablero izquierdo que corresponde a los adoradores indios; de esta sección realizó tres estudios parciales de gran tamaño. Asimismo realizó algunos estudios del tablero derecho. Fue lo último que dejó concluido de esta pieza. La idea de la obra significaba para la plástica mexicana una cúspide en el modernismo que representaba la historia nacional plenamente asumida.

La soberbia escultura azteca, Coatlicue, al centro del friso, desarrollado éste en el boceto y en un gran dibujo a color, tiene incrustado sobre sí a Cristo y la combinación no puede ser más original ni más grandiosa. Nuestros dioses, Coatlicue y Cristo, como símbolos de nuestro ser; lo demás son los dos mundos, las dos raíces, la indígena y la española, que se desarrollan en sendos frisos a diestra y siniestra de los dioses.
Fernández

En los últimos años de su vida, Herrán realizó pinturas costumbristas, como en los lienzos De feria y Comadre, cuando me muera.... Por otro lado, los cuadros Viejecita y El cofrade de San Miguel, los dos de 1917, muestran nuevamente la figura de la vejez, pero ahora reflejando una paz en su rostro. En sus retratos Herlinda (1915) y El de San Luis (1918), Herrán muestra una penetración en el carácter de las personas que reflejan un profundo humanismo.
Los últimos meses de su vida, Herrán trabajó en el primer tablero definitivo para el tríptico Nuestros dioses y en un Retrato de Simón Bolívar, con el cual iba a participar en un concurso convocado por el gobierno. En esos últimos momentos, el mal gástrico que lo aquejaba era agudo, lo que lo llevó a someterse a una cirugía el 2 de octubre, llevada a cabo por Luis Rivero Borrel.

### Muerte
Desde 1916 la apariencia de Saturnino Herrán era enfermiza, su estado en 1918 empeoró por lo que requería ser hospitalizado. Durante su agonía decía desesperadamente a Rosario que no quería morir porque todavía tenía mucho que pintar. “Al sentir que se paralizaba el brazo derecho, pidió a Rosario papel, lápices y algo qué dibujar; ella le llevó la pequeña mascarita prehispánica. Fue su último contacto con el lápiz y el papel.” Sería una cirugía mal realizada la que finalmente acabaría con su vida.
Convencido de que el arte y no la violencia de la Revolución sería la que transformaría a México, en su lecho de muerte dijo: 

Doctor, no me deje morir porque México necesita de mi pintura.

En vida no realizó una exposición individual, por lo que sus amigos, en especial Federico Mariscal, Carlos Lazo y Alberto Garduño, realizaron una exposición como homenaje póstumo, mes y medio después de su muerte.
Un año después de su muerte, Ramón López Velarde escribió Oración fúnebre dedicada a su amigo, cuyos versos son a su vez un diálogo y una negación de la muerte. Dentro de un fragmento señala:

Uno de los dogmas para mí más queridos, quizá mi paradigma, es el de la Resurrección de la Carne. E imagino que cada uno de vosotros poseerá algo de la virtud mesiánica de abrir a voluntad los sepulcros, para que la Dicha se levante de su cabecera de gusanos y sacuda otra vez los cabellos fragantes y asome la faz entre las varas traslúcidas de sus macetas. A tal dogma y a la conjuro apelaré, a fin de traer a Herrán por un momento para dilucidar su herencia como el plumaje del ave del paraíso.
Ramón López Velarde

## Influencias
Inició sus estudios de dibujo y pintura con José Inés Tovilla y Severo Amador; posteriormente estudió con los maestros Julio Ruelas, el catalán Antonio Fabrés, Leandro Izaguirre y Germán Gedovius.
En lo que respecta a la influencia de sus contemporáneos modernistas, la figura de Ruelas representará una fugaz sacudida a la institucionalidad y el conservadurismo para dar paso a manifestaciones más contextualizadas en el ambiente mexicano, como la de algunos amigos de Herrán, entre ellos Gabriel Fernández Ledesma, Pedro de Alba, y otros artistas. En Herrán estas influencias se materializaron en la manera en que representaba a las figuras masculinas desnudas; como en las marcadas líneas para acentuar los contornos, en el tratamiento ornamental de los motivos, e, incluso en las ilustraciones que realizó para publicaciones periódicas.
La influencia de Zuloaga es importante, pues con él descubre una búsqueda auténtica por lo nacional y el pueblo a través de expresar en el lienzo las costumbres y creencias sin caer en la demagogia o el folclor superficial.
En otros campos de las artes, Herrán fue amigo de Ramón López Velarde; relación que comenzó en 1904 en la Ciudad de México, aunque posiblemente se conocieron desde Aguascalientes. La influencia que ambos tuvieron en el trabajo de cada quien, el pintor en el poeta y viceversa, es apreciable por los temas nacionalistas afines que cultivaron.

## Estilo

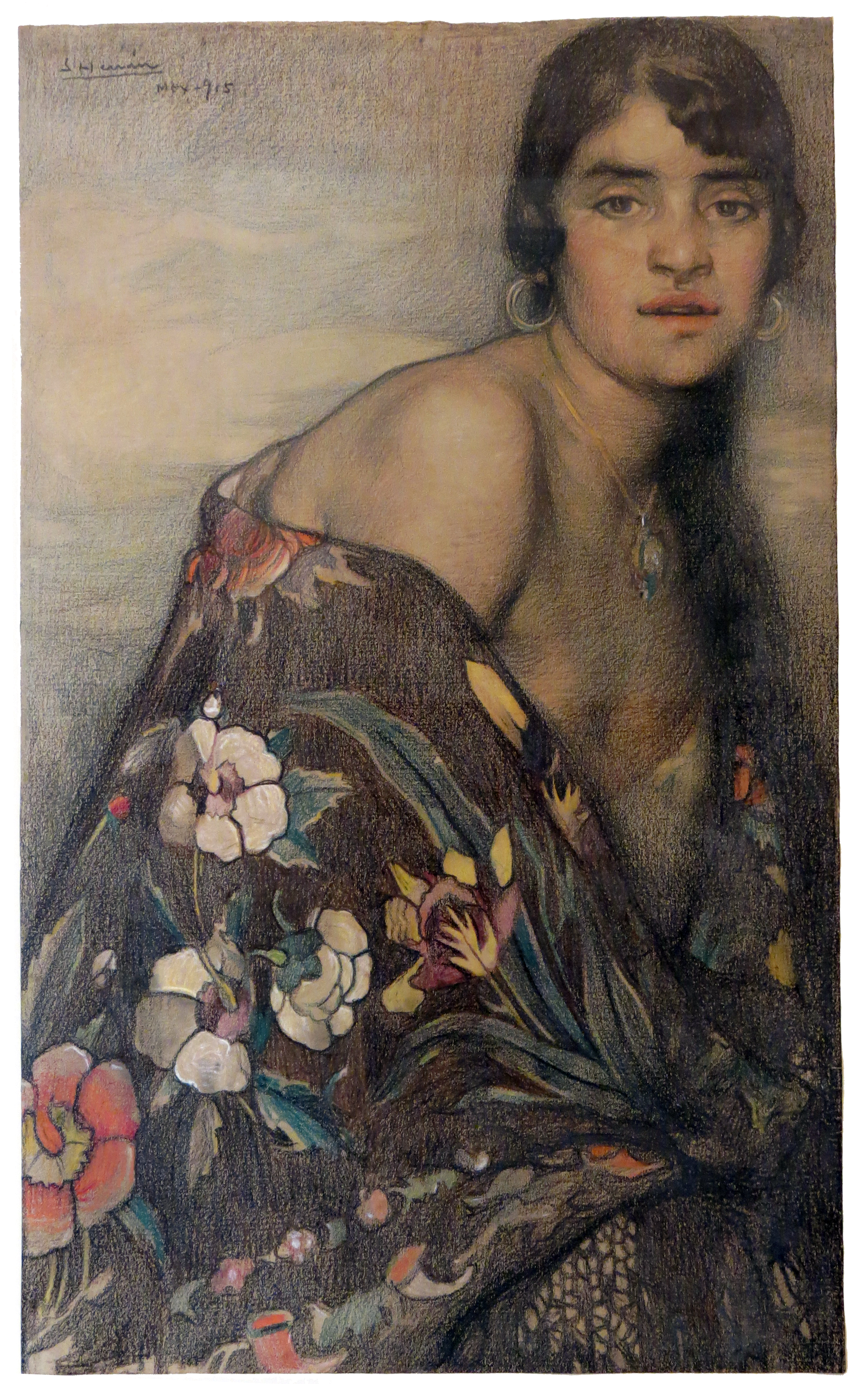
La criolla del mantón. 1915.

Saturnino Herrán tenía un estilo figurativo que equilibró el realismo costumbrista con el simbolismo modernista, en especial por la influencia de Julio Ruelas y Germán Gendovius. En sus obras se aprecia un trazo con ondulaciones sutiles que le otorgan una gracia inmaterial. Los personajes tienen una actitud digna real, pero a la vez mitológica, siempre apelando a su calidad de metáforas y alegorías.
Herrán no siempre pudo conseguir los materiales para pintar con óleo, por lo que solía realizar sus obras con acuarela y lápices de colores, con lo que logró un efecto novedoso que antes era impensable; al respecto Justino Fernández señala que “en el arte moderno ya todo es posible, porque lo que cuentan son los resultados y no el apego a inútiles principios.” A la técnica que realizó empleando lápices de colores y manchas de acuarelas, Herrán lo llamó 'dibujo acuarelado'.
Herrán nunca abandonó el mexicanismo en su obra, pues siempre plasmó tipos, costumbres, historias, criollos y mestizos, indios, nivel social, rostros mexicanos. También fue un buen caricaturista debido a su técnica de dibujo que penetraba en los seres humanos, pero a la vez en su capacidad de síntesis.

Símbolos de nuestro ser mexicano son Coatlicue y Cristo en la concepción de Herrán, porque el plural del título denuncia su sentido histórico, su historicismo, su pensamiento; se trata de un mesizaje radical y unificador. Hablar de la expresión artística del pintor en este caso es reiterar sus grandes dotes de dibujante, su sabiduría para la composición, la actualidad de sus formas en su tiempo. Los estudios al carbón para este friso son no sólo espléndidos, sino conmovedores; clasicista como era, la emoción palpita en sus trazos estáticos y solemnes y aunque no haya realizado su concepción en los muros del Teatro Nacional, queda como un antecedente de todo lo que vino inmediatamente después.
Justino Fernández

## Honores y reconocimientos
El 29 de noviembre de 1988, el gobierno de México reconoció a Saturnino Herrán como artista patrimonial, y a toda su obra plástica como un Monumento artístico, según la Ley Federal sobre Monumentos y Zonas Arqueológicos, Artísticos e Históricos. Este reconocimiento se decretó en el Diario Oficial de la Federación del 30 de noviembre de 1988. El artículo 1 del diario establece que: 
Se declara monumento artístico toda la obra plástica del artista Saturnino Herrán, incluyendo los documentos técnicos, cualquiera que sea su régimen de propiedad.

## Obra
Algunas de las obras más representativas de Saturnino Herrán son: Labor o El Trabajo (1909), Molino de vidrio (1909) y Vendedoras de ollas (1909), La leyenda de los volcanes (s.f.), La cosecha, Vendedor de plátanos, La criolla del mantón, La ofrenda, El jarabe, Tehuana, Mujer con calabaza, El cofrade de san Miguel, la serie criollas y el tríptico Nuestros dioses antiguos. Su obra se inspira básicamente en el México precolombino, en las costumbres populares y la gente del pueblo.
La obra de Saturnino Herrán fue declarada como monumento artístico de México según la Ley de Protección del Patrimonio Cultural el 30 de noviembre de 1988 por el presidente de ese entonces, Miguel de la Madrid.
Sus figuras han sido asociadas con las tradiciones del arte español, en especial la obra de Velázquez y José de Ribera, y también del modernismo catalán.

### La dama del mantón
La obra fue hecha en el año de 1914, la inspiración fue su esposa con quien contrajo nupcias en el mismo año. 
Nos muestra la precisa técnica del artista, además de un simbolismo cargado de sensualidad y belleza. 

### Nuestros dioses

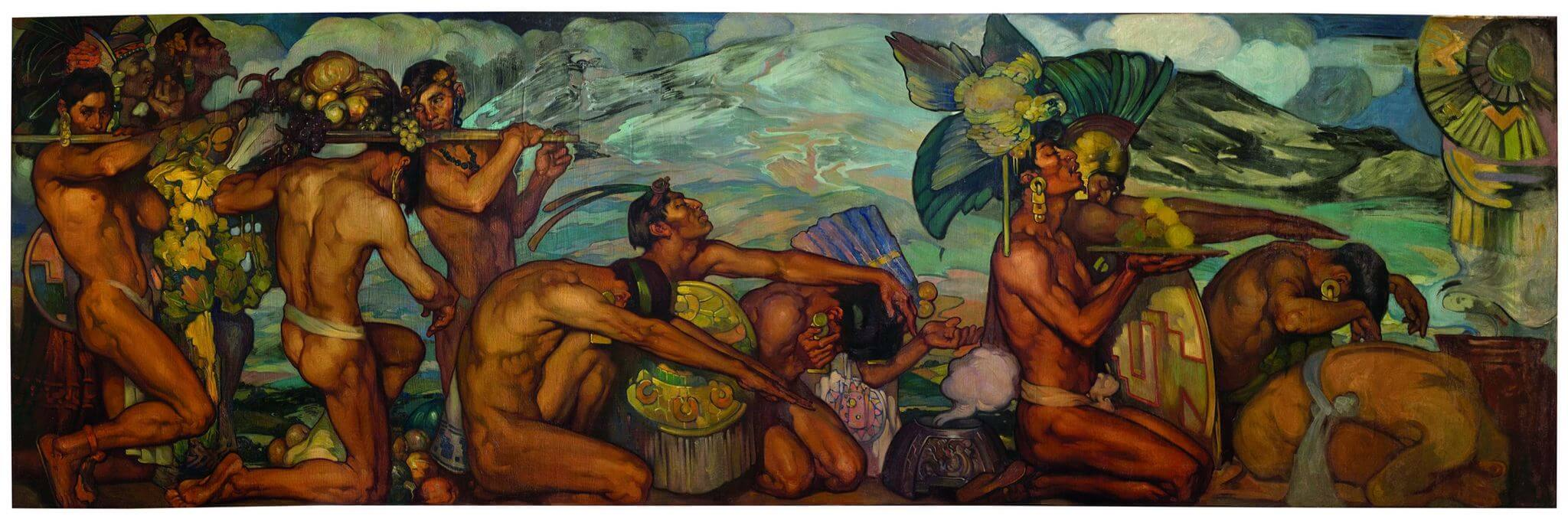
Nuestros dioses antiguos. 1917.

El friso Nuestros dioses es una representación del sincretismo mexicano. Fue una pieza pensada para ser un mural en el Teatro Nacional (actualmente Palacio de Bellas Artes) una vez que estuviera terminado; sin embargo, la pieza no fue concluida porque Herrán comenzó a enfermar y posteriormente falleció antes de poder completarla.

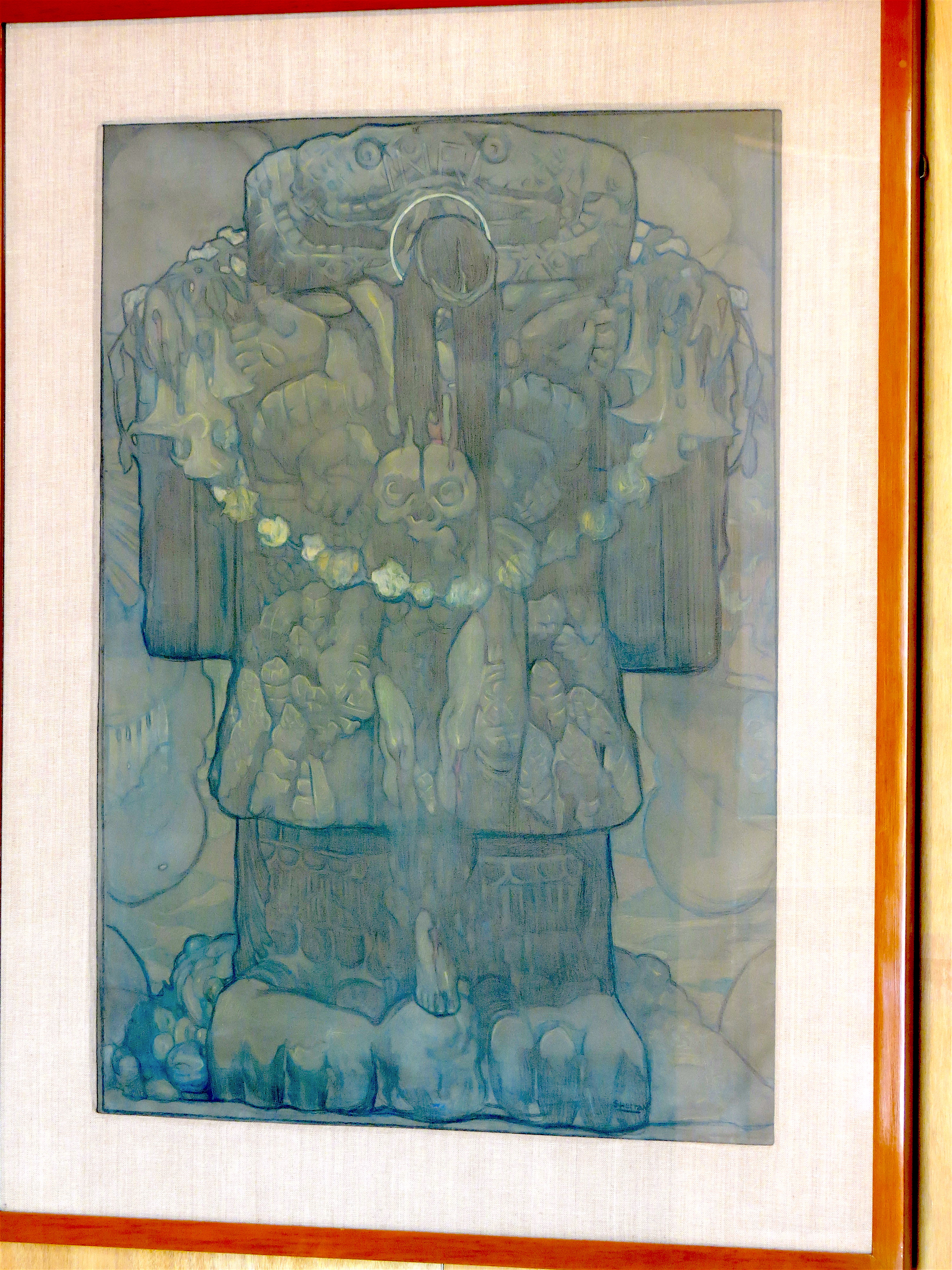
Tablero central de 'Nuestros dioses' (Coatlicue), de Saturnino Herrán en el Museo Aguascalientes

La obra fue diseñada como un tríptico con tres tableros. El tablero izquierdo y derecho tienen una dimensión de 57.5 cm x 175 cm, y el tablero central de 88.5 x 62.5 cm. Los tableros están relacionados de forma simétrica, pues las horizontales se interrumpen con la verticalidad del tablero central. Por su parte, los tableros izquierdo y derecho poseen figuras humanas en grupos de 5, 3 y 4, sumando 12 en total en cada lienzo.
El tablero izquierdo representa el pasado indígena, y en él se pueden apreciar doce indígenas corpulentos, los primeros cinco llevan las ofrendas; después tres más en actitud de reverencia. Adelante de ellos cuatro hombres, dos hincados en forma erguida y con penachos de plumas de quetzal y otro con una ofrenda de frutas. Al frente se aprecian dos indígenas postrados y con el rostro oculto.
El tablero derecho representa la herencia hispánica y se lee de derecha a izquierda. En él se muestran doce hombres divididos en grupos. El primer grupo es de cinco figuras, un conquistador mirando al espectador y cuatro monjes que llevan a la imagen de la Virgen María. Luego hay tres figuras hincadas reverenciando. Un poco más adelante hay cuatro hombres, uno de ellos sentado en una silla y tres monjes. En este tablero predominan las gamas azules y marrones.
El tablero central ofrece una versión transformada de la deidad Coatlicue con un Cristo dentro de su cuerpo. Se puede interpretar que el culto a Coatlicue constituía el ciclo cósmico de muerte y renacer, dentro de su vientre nace el Cristo. Este sitio central es donde se encuentran los dioses, el punto de unión entre la tierra y el cielo. Asimismo se observa que el monolito sirve de soporte para la crucifixión y hay una simetría iconográfica entre ambos símbolos religiosos.

Nuestros dioses contempla representaciones que transcriben un sincretismo en donde se funden elementos religiosos españoles y prehispánicos, dando lugar a un espacio en el cual los contrarios coexisten. Coatlicue y Cristo vienen a ser la representación de lo divino en donde cada cultura tiene los dioses que le convienen, la fusión de ambos transcribe la coexistencia de universos posibles.
María Guadalupe Mejía Núñez

En la Coatlicue, Herrán muestra dos referentes de la mexicanidad que a su vez parecen contrapuestas; se trata a su vez de una representación de las dualidades mujer/serpiente, ser humano/deidad, vida/muerte, hombre/mujer, madre/hijo, tierra/cielo, etc. El pintor hace una combinación de lo indígena con la cultura occidental que convergen para formar los significados culturales de la nación.

### La Tehuana
Las Tehuanas son originarias del estado de Oaxaca, y ellas son símbolo de fortaleza, belleza y valentía. Sus trajes son de colores y están bordados a mano, reflejan una elegancia y virtuosismo entre cada una de ellas. 
Al igual que en varias de sus obras, Saturnino toma de inspiración a su esposa Rosario. La obra representa una carga gigante de simbolismo y costumbrismo mexicano y zapoteca. Refleja la diversidad cultural de México. 

### La ofrenda
Quizá una de sus obras más conocidas, La ofrenda, realizada en 1911, muestra a diversos personajes que corresponden a las edades del ser humano, casi desde su nacimiento hasta la senectud. El 9 de julio de 2013, a propósito de la celebración de su natalicio, el buscador de internet Google le dedicó un doodle con esta obra.

### Lista de obras
Basada en el texto de Luis Garrido:
- El trabajo, 1909, óleo sobre tela de 0.935 x 2.13 m.
- Vendedoras de ollas, 1909, óleo sobre tela de 1.01 x 1 m.
- Molino de vidrio, 1909, óleo sobre tela de 1 x 0.75 m.
- La leyenda de los volcanes s.f., óleo sobre tela de 1.28 x 1.05 m.
- Panneau decorativo sobre el trabajo (lateral izquierdo), 1910, óleo sobre tela de 1.14 x 0.65 m.
- Panneau decorativo sobre el trabajo (lateral derecho), 1910, óleo sobre tela de 1.14 x 0.62 m
- Los ciegos, 1910, óleo sobre tela de 1,47 x 2.08 m.
- Bugambilias, 1911, óleo sobre tela de 0.30 x 0.34 m.
- La leyenda de los volcanes (tríptico), óleo sobre tela. Panneau lateral izquierdo de 1.42 x 1.04 m., panneau central de 1.64 x 1.48 m., panneau derecho de 1.42 x 1.04 m. [65]
- La raza dormida, 1912, dibujo al carbón sobre papel de 0.41 x 0.42 m.
- India, 1912, dibujo al carbón sobre papel de 0.57 x 0.42 m.
- El hombre del cántaro, 1912, dibujo en color sobre papel.
- La Catedral de México, 1912, dibujo acuarelado sobre papel.
- La linternilla, 1913, dibujo sobre papel de 0.34 x 0.27 m.
- El beso de la muerte, 1913, dibujo al carbón sobre papel.
- Retrato del señor Alberto Cañas González, óleo sobre tela de 0.71 x 0.54 m.
- Los forjadores, 1913, dibujo al carbón sobre papel de 0.435 x 0.575 m.
- El viejo y el Cristo, 1913, dibujo al carbón sobre papel de 0.58 x 0. 405 m.
- La cocinera, 1913, dibujo al carbón sobre papel de 0.58 x 0.47 m.
- El jarabe, 1913, óleo sobre tela de 1.61 x 1.31 m. [65]
- La ofrenda, 1913, óleo sobre tela de 1.50 x 0.74 m.
- Chayito, 1913, dibujo al carbón sobre papel en óvalo de 0.44 x 0.375 m.
- De feria, sin fecha, óleo sobre tela de 0.71 x 0.53 m.
- Vendedor de plátanos, sin fecha, óleo sobre tela de 0.695 x 0.77 m.
- El pordiosero, 1914, óleo sobre tela de 1.30 x 0.89 m.
- El gallero, 1914, óleo sobre tela de 1.08 x 0.705 m.
- Indita, 1914, dibujo al carbón y crayón acuarelado sobre papel de 0.585 x 0.37 m.
- El bebedor, 1914, crayón acuarelado sobre papel de 0.53 x 0.415 m.
- Niños pordioseros, 1914, crayón acuarelado sobre papel de 0.58 x 0.23 m.
- Los ciegos, 1914, crayón acuarelado sobre papel de 0.575 x 0.315 m.
- El último canto, 1914, crayón acuarelado sobre papel de 0.61 x 0.31 m.
- Tehuana, 1914, óleo sobre tela de 1.50 x 0.74 m.
- Herlinda, 1915, crayón acuarelado sobre papel de 0.58 x 0.43 m.
- ¿Cuánto el jarro verde?, 1915, óleo sobre tela de 0.51 x 0.43 m.
- Comadre, cuando me muera..., 1915, óleo sobre tela de 0.87 x 0.68 m.
- El paseo del perdón, 1915, dibujo al carbón sobre papel de 0.57 x 0.44 m.
- Fray Tomé de la Consolación, 1915, dibujo a tinta sobre papel para ilustrar el cuento de Mariano Silva y Aceves.
- La muerte del cisne, 1915, crayón acuarelado sobre papel para la carátula de la primera edición del libro de Enrique González Martínez.
- Jardines de Francia, 1915, crayón acuarelado sobre papel para la carátula de la primera edición del libro de Enrique González Martínez.
- Retrato del arquitecto Federico Mariscal, 1915, dibujo al carbón sobre papel de 0.56 x 0.39 m.
- Naturaleza muerta, sin fecha, crayón acuarelado sobre papel de 0.52 x 0.35 m.
- El viejo jorongo, 1915, dibujo en color sobre papel de 0.59 x 0.42 m.
- Boceto para el friso decorativo Nuestros dioses (tríptico), 1915
- La criolla del mantón, 1915, crayón acuarelado sobre papel de 0.57 x 0.36 m.
- El rebozo, 1916, óleo sobre tela de 1.20 x 1.12 m.
- La criolla del mango, 1916, óleo sobre tela de 0.795 x 0.70 m.
- Alicia, 1916, dibujo acuarelado sobre papel de 0.505 x 0.36 m.
- Tristeza, 1916, dibujo acuarelado sobre papel.
- Retrato de los niños Mario y Bertha Díaz Babio, 1916, dibujo acuarelado sobre papel de 0.64 x 0.43 m.
- Las tres edades, 1916, crayón acuarelado sobre papel de 0,555 x 0.405 m.
- Santa Teresa de Ávila, 1916, óleo sobre tela de 0.48 x 0.385 m.
- Retrato de la señora Modesta Escobar de Felgueres Pani, 1916, dibujo acuarelado sobre papel de 0.59 x 0.35 m.
- Retrato de la esposa del pintor, 1916, crayón acuarelado sobre papel en óvalo de 0.71 x 0.90.
- La sangre devota, 1916, dibujo al carbón sobre papel, para la portada del libro de Ramón López Velarde.
- Silenter, 1916, dibujo a tinta sobre papel para la portada de la segunda edición del libro de Enrique González Martínez.
- Retrato de Enrique González Martínez, 1916, dibujo al carbón sobre papel.
- Retrato de don Artemio de Valle-Arizpe, 1916, dibujo acuarelado sobre papel de 0.72 x 0.92 m.
- El pájaro azul, 1916, dibujos a tinta sobre papel para ilustrar el segundo tomo de la obra de Maurice Maeterlinck.
- Desnudo de mujer, 1916, dibujo al carbón sobre papel de 0.55 x 0.35 m.
- Estudio para el friso Nuestros Dioses, 1916, dibujo al carbón sobre papel de 0.45 x 0.41 m.
- Estudio para el friso Nuestros Dioses, 1917, dibujo al carbón sobre papel de 0.81 x 1.37 m.
- Estudio para el friso Nuestros Dioses, 1917, dibujo al carbón sobre papel de 0.91 x 1.61 m.
- Doña Margarita, sin fecha, óleo sobre tela de 0.38 x 0.29 m.
- El cristo de las granadas, sin fecha, crayón acuarelado sobre papel de 0.58 x 0.33 m.
- El cófrade de San Miguel, 1917, óleo sobre tela de 0.87 x 0.50 m.
- Retrato de la señora Rosario A. de Herrán, sin fecha, óleo sobre tela de 1.58 x 0.53  m.
- El quetzal, 1917, óleo sobre tela de 0.92 x 0.65 m.
- Retrato del licenciado Lauro G. Caloca, 1917, dibujo acuarelado sobre papel de 0-42 x 0.40 m.
- Retrato del ingeniero Arturo Pani, 1917, crayón acuarelado sobre papel de 0.56 x 0.38 m.
- Retrato del escritor Manuel Toussaint, 1917, crayón acuarelado sobre papel de 0.59 x 0.36 m.
- Retrato del pintor Gonzalo Argüelles Bringas, 1917, óleo sobre tela de 0.93 x 0.73 m.
- La criolla de la mantilla, 1917, óleo sobre tela de 0.94 x 1.00 m.
- Viejecita, 1917, óleo sobre tela de 0.70 x 0.485 m.
- Viejecita, 1917, dibujo al carbón sobre papel.
- Sátiro, 1917, dibujo al carbón sobre papel de 0.59 x 0.36 m.
- Lunario sentimental, 1917, dibujo a tinta sobre papel para carátula de poemas de Leopoldo Lugones.
- La virgen Úrsula, 1917, dibujo a tinta sobre papel para portada de obra de Gabriel D'Annunzio.
- Caballero águila, s.f., logotipo para ediciones Prrúa
- Pegaso, 1917, crayón acuarelado sobre papel para portada de la revista Pegaso.
- Flechador, 1917, dibujo con crayón acuarelado para la portada de la revista Pegaso.
- Fuego sagrado, 1917, crayón acuarelado sobre papel para portada de El Universal Ilustrado
- Año Nuevo, 1917, crayón acuarelado sobre papel para portada de Revista de Revistas
- Con la sed en los labios, 1918, dibujo a tinta sobre papel para portada de libro de Enrique Fernández Ledesma
- Esquilo, 1918, dibujo a tinta sobre papel para portada de Prometeo encadenado
- En el panteón, s.f., dibujo en sepia sobre papel de 0.23 x 0.33 m.
- Como Cristo, s.f., dibujo en sepia sobre papel de 0.195 x 0.33 m.
- Sin lágrimas, s.f., dibujo en sepia sobre papel de 0.23 x 0.15 m.
- Presagios, s.f., dibujo en sepia sobre papel de 0.17 x 0.16 m.
- Mirando al cielo, s.f., dibujo en sepia sobre papel de 0.16 x 0.29 m.
- Soñando, s.f., dibujo en sepia sobre papel de 0.185 x 0.36 m.
- Retrato de Enrique González Martínez, 1918, dibujo al carbón sobre papel.
- Caricatura de don Artemio de Valle-Arizpe, 1918, dibujo al carbón sobre papel.
- Caricatura de Eduardo Macedo y Abreu "Mochicho", 1918, dibujo al catbón sobre papel.
- Salvador Díaz Mirón, 1918, dibujo al carbón sobre papel.
- Flechador, 1918, dibujo con crayón acuarelado. 0.375 x 0.395 m
- Flora, s.f., óleo sobre tela de 1.30 x 0.80 m.
- Virginia Fábregas en la caracterización de "La cena de los cardenales", s.f., óleo sobre tela de 1.07 x 1 m.
- Virginia Fábregas en la caracterización de "La Mujer X", s.f., óleo sobre tela de 1.7 x 1.02 m.
- Autorretrato, s.f., dibujo en color sobre papel de 0.14  0.1 m.
- La Universidad Popular Mexicana, 1918, dibujo al carbón sobre papel para el Almanaque para el año de 1919
- Boceto para un retrato de Bolívar, 1918, óleo sobre tela de 1 x .80 m.
- El de San Luis, 1918, dibujo acuarelado. 0.60 x 0.44 m.
- Retrato de los niños Consuelo y Alberto Ricardo Pani, 1918, óleo sobre tela en óvalo de 1.36 x 0.9 m.
- Autorretrato, dibujo al carbón sobre papel en óvalo de 0.27 x 025 m.

### Galería

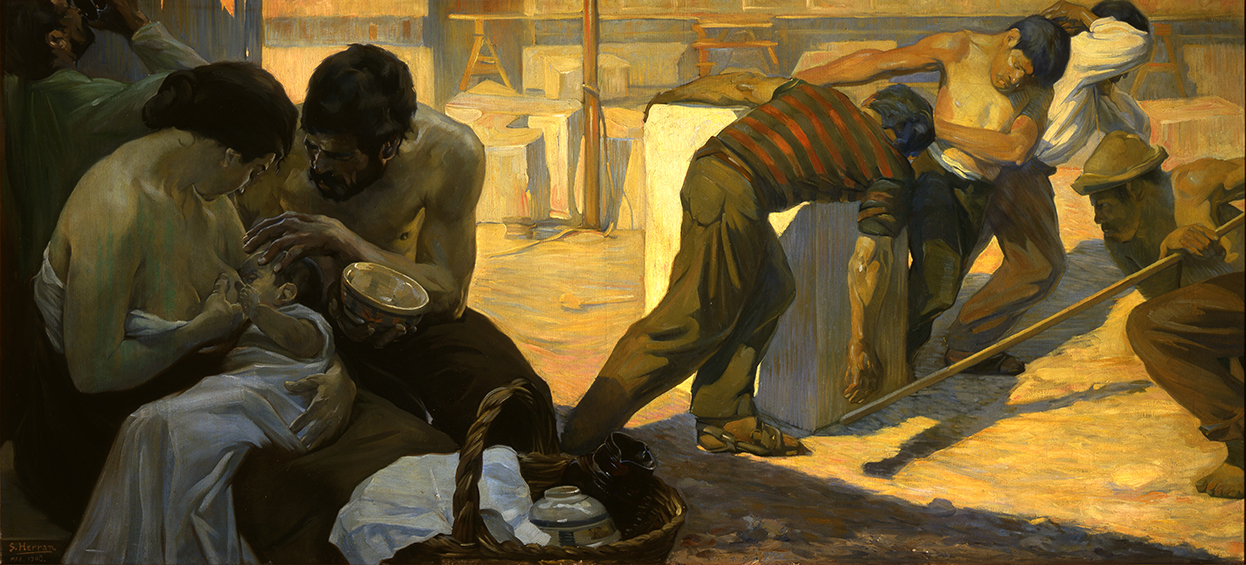
Labor. 1908.
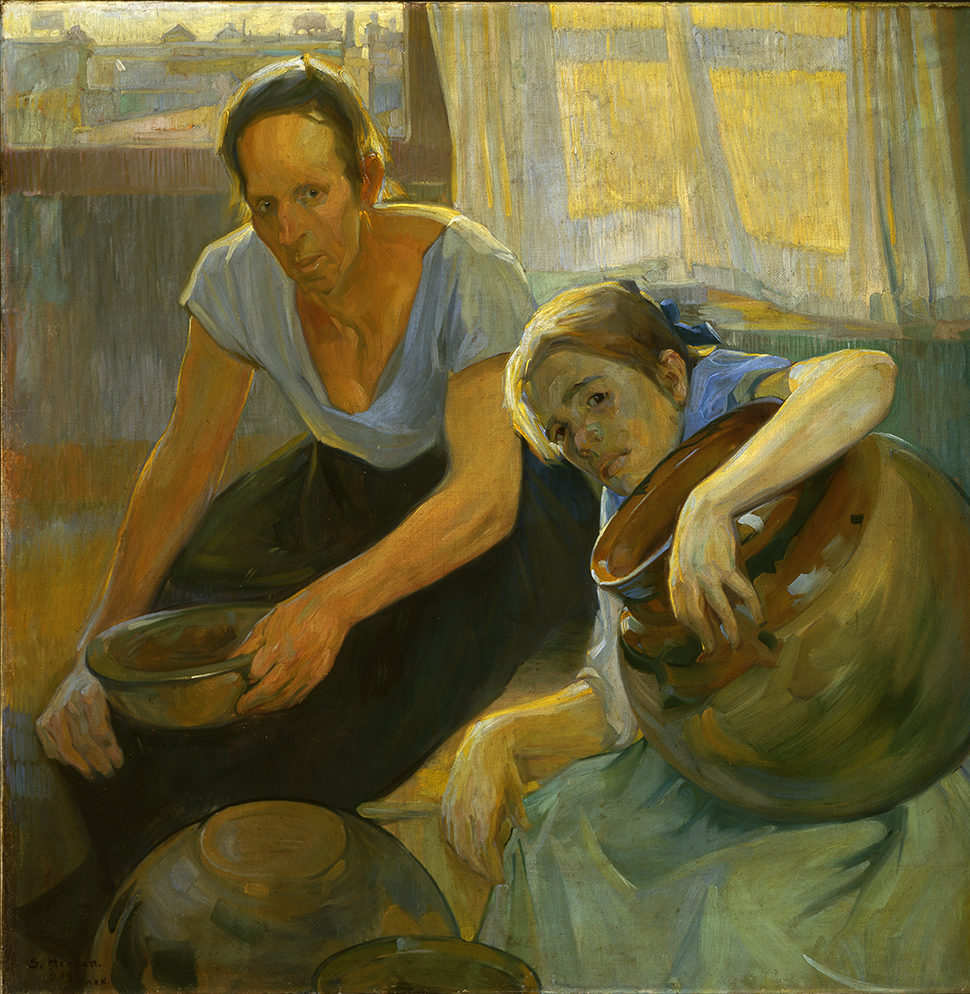
Vendedora de ollas. 1909.
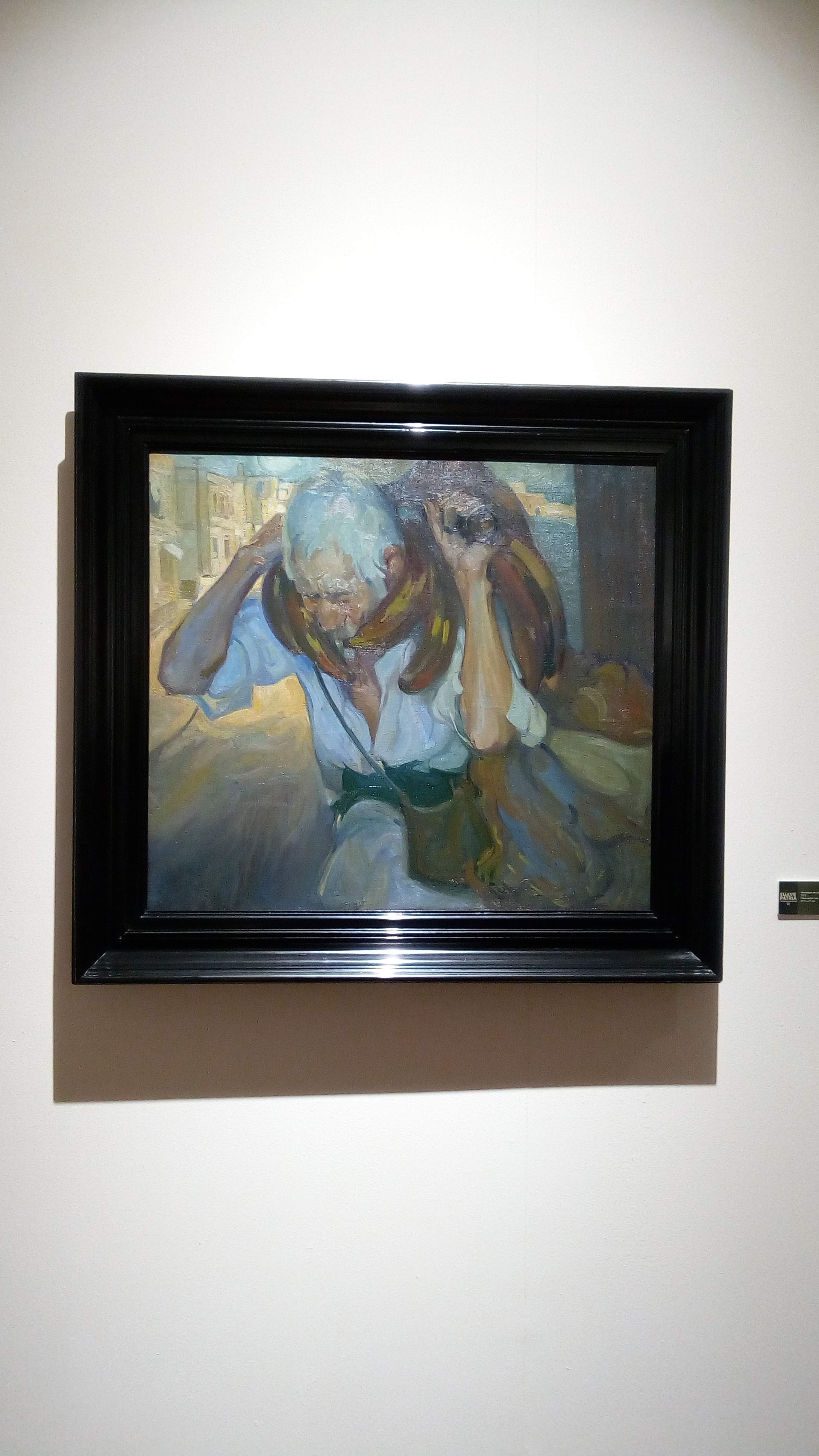
Vendedor de plátanos.
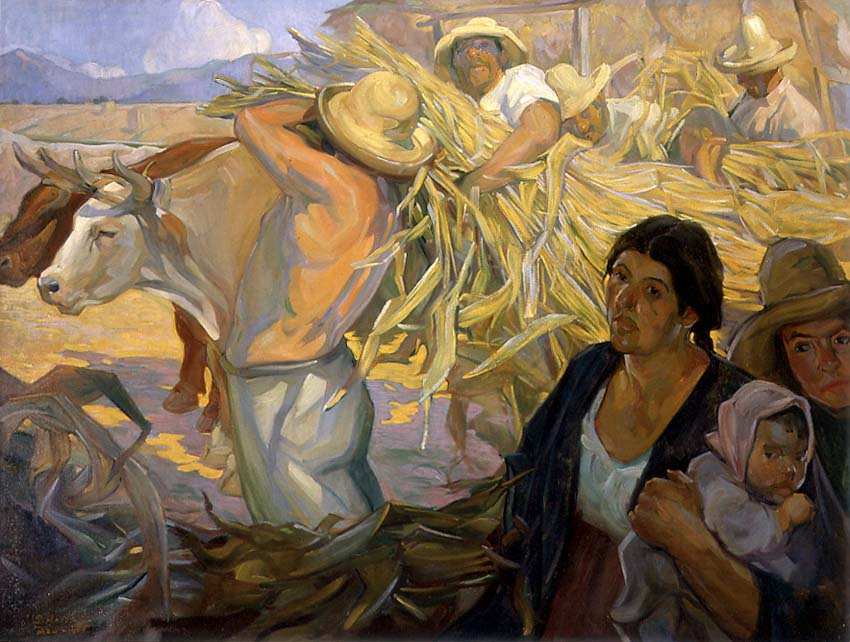
La cosecha. 1909.
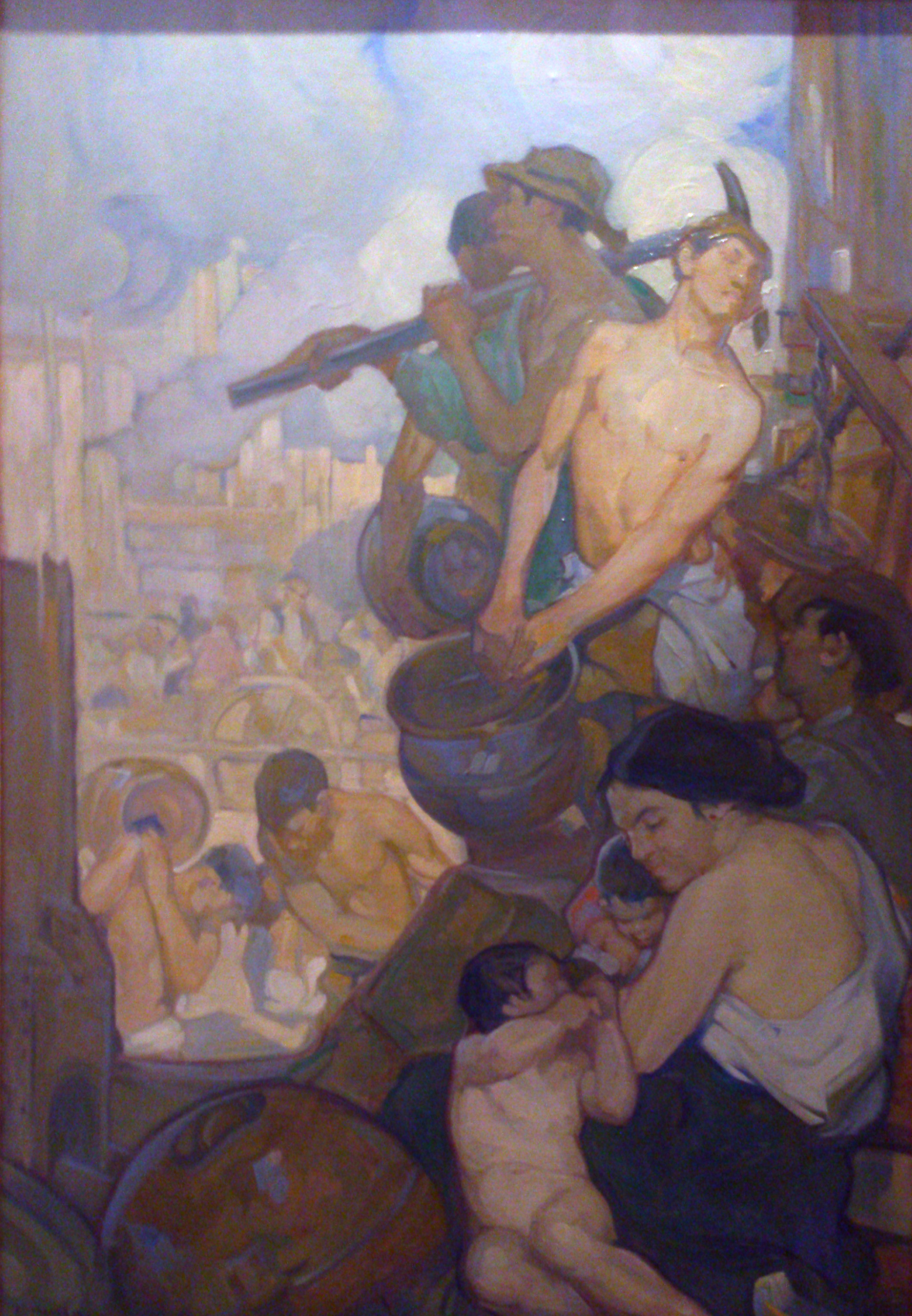
Alegoría del trabajo. 1910.
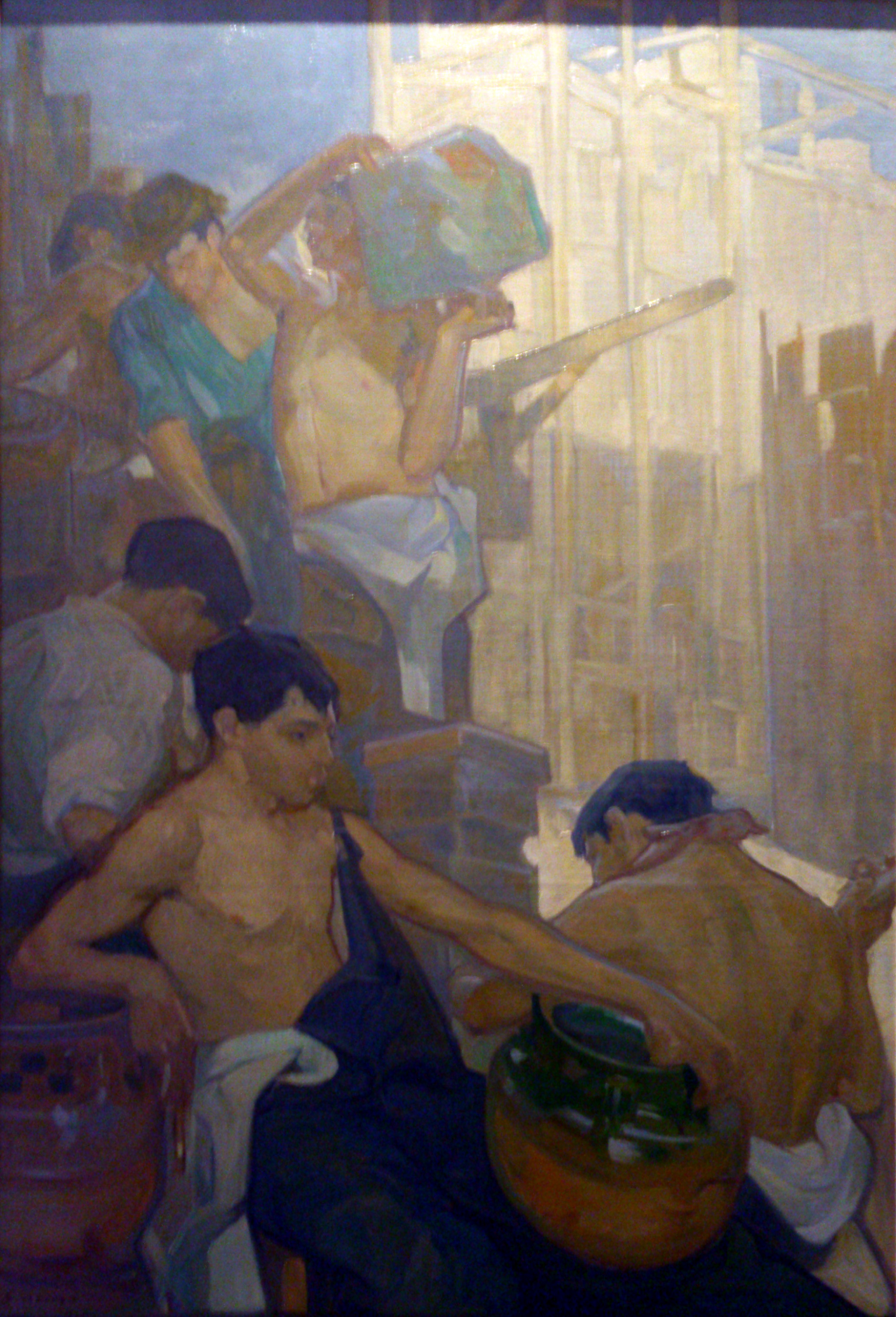
Alegoría de la construcción. 1910.
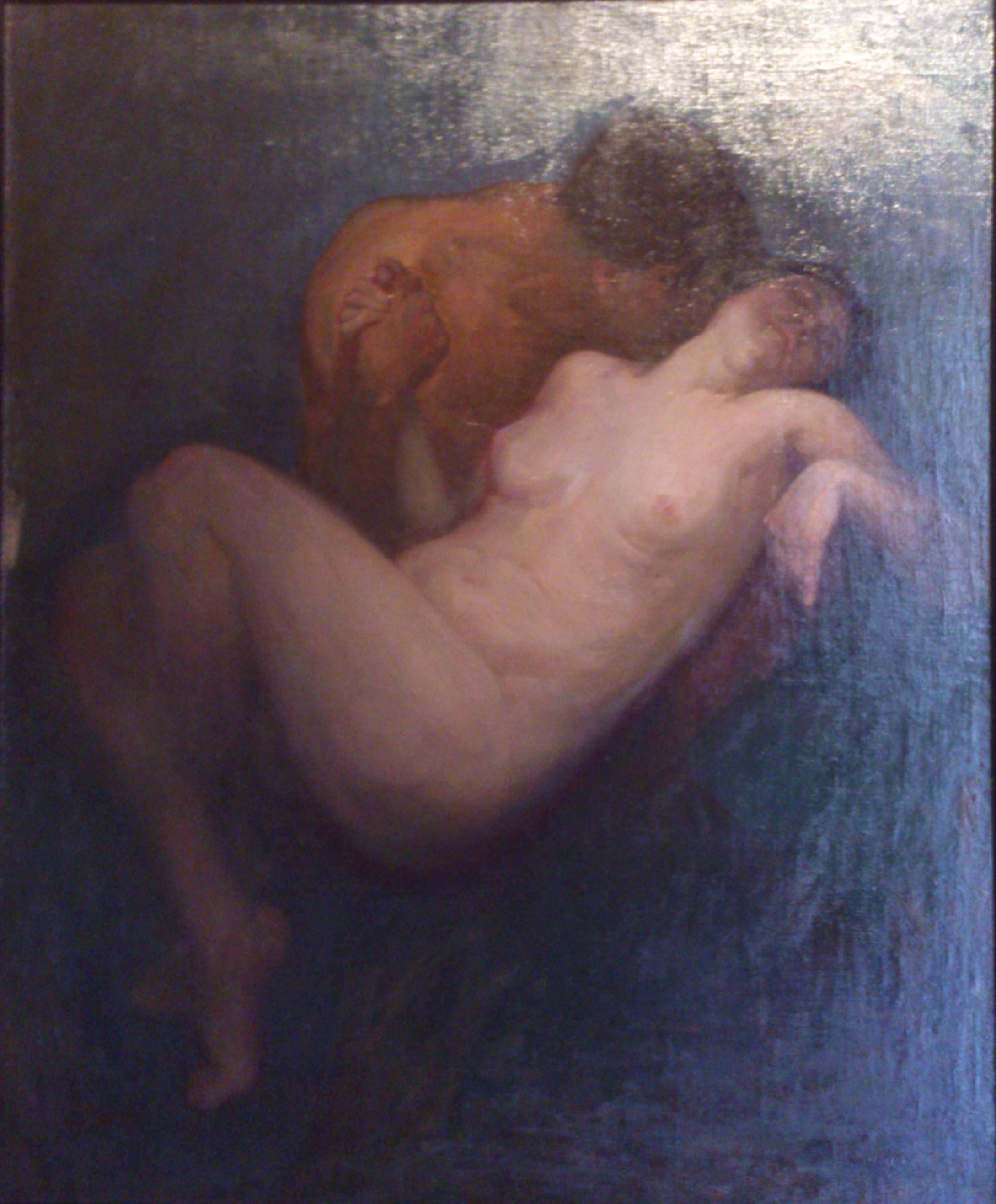
La leyenda de los volcanes. 1912.
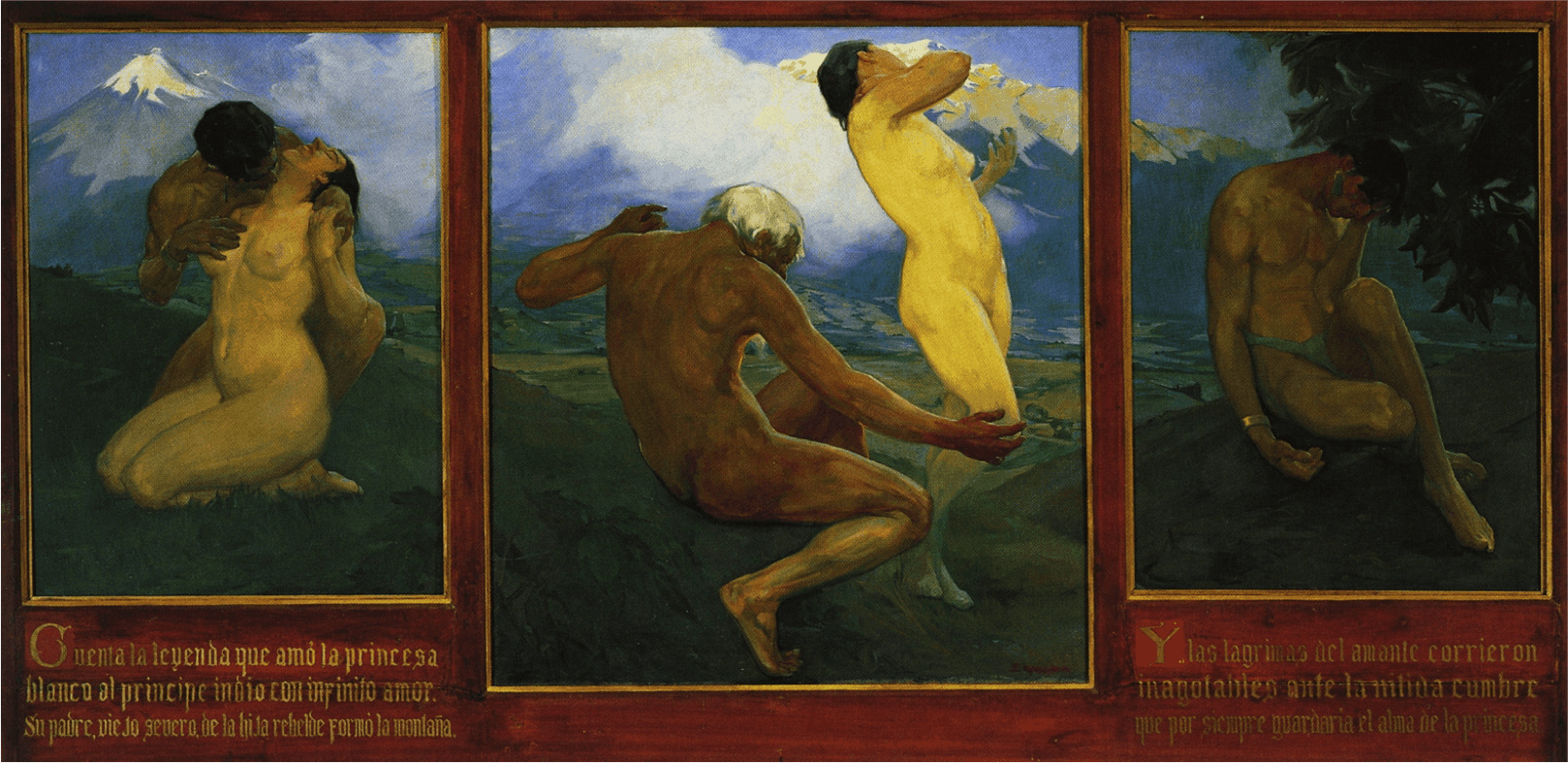
La leyenda de los volcanes (tríptico). 1910-1912.
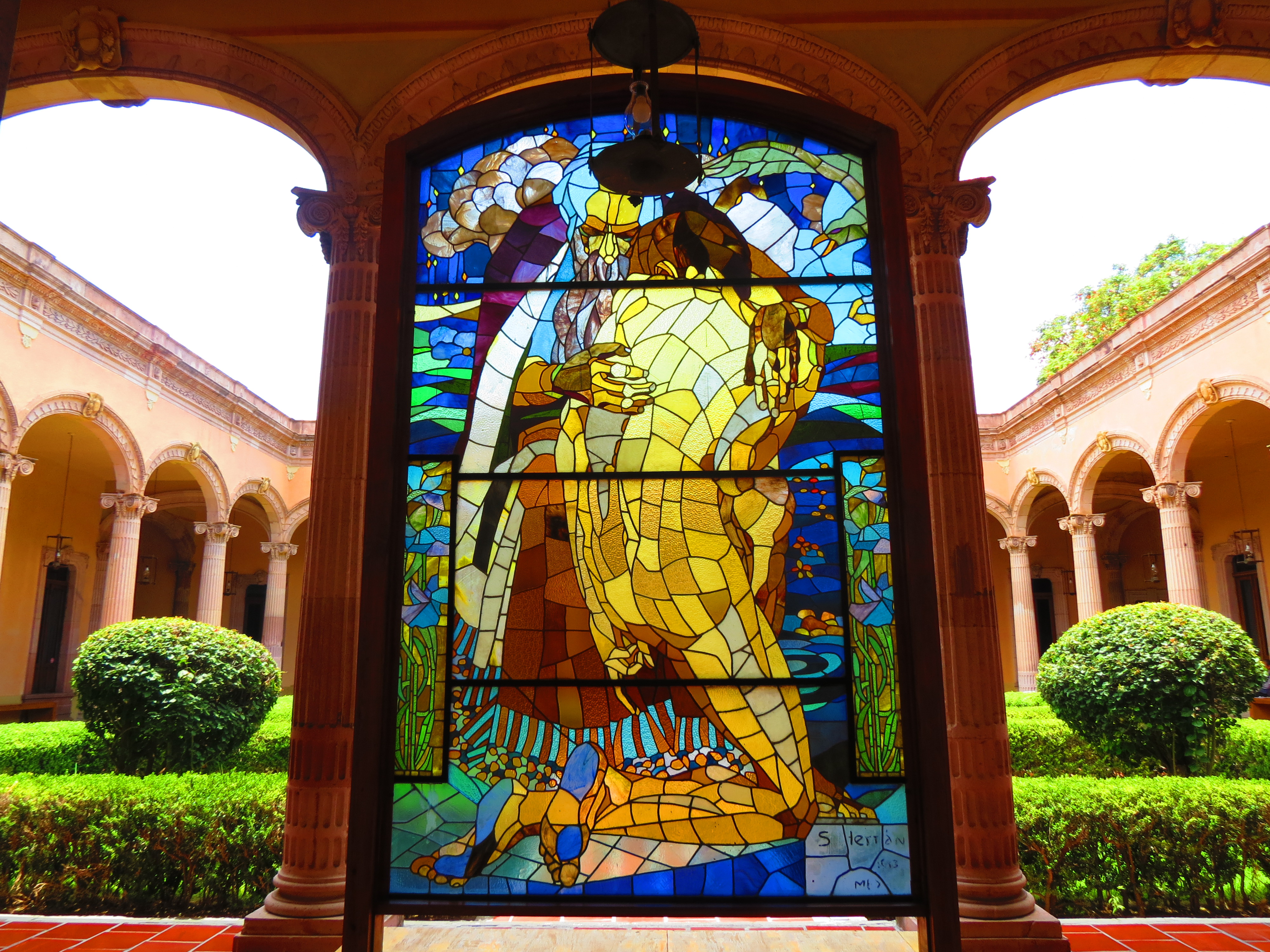
El hijo pródigo (vitral). 1913.
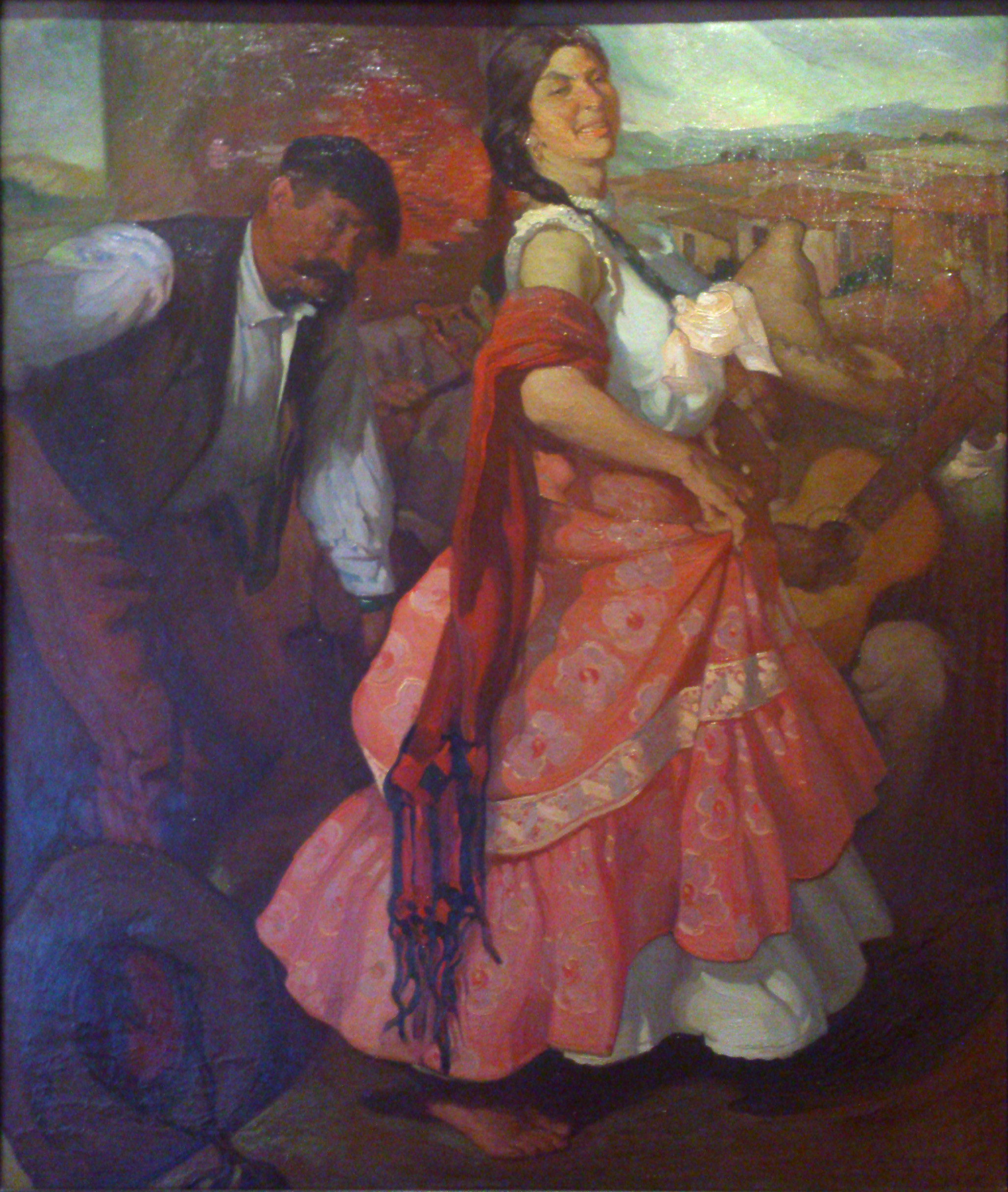
El jarabe. 1913.
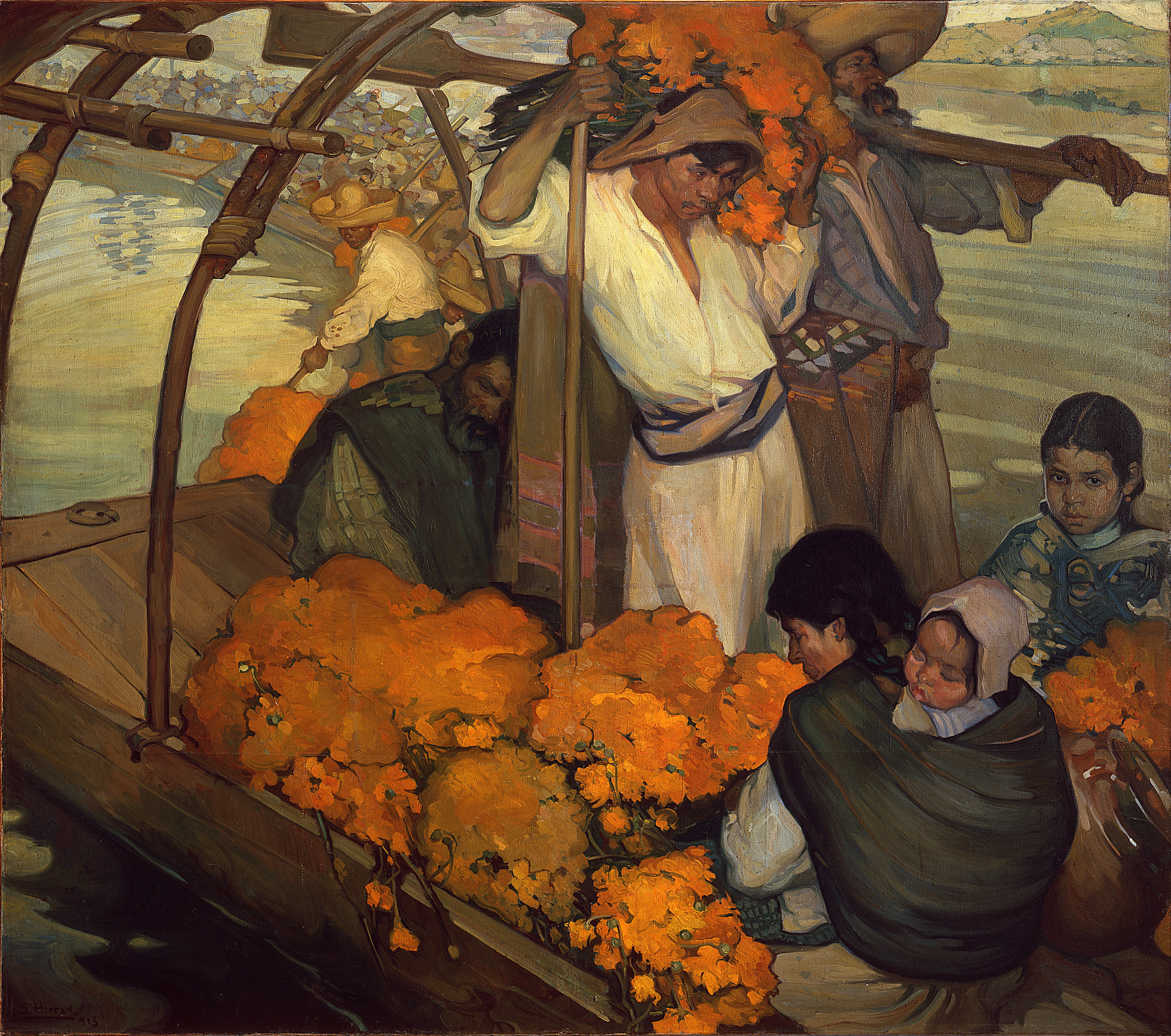
La ofrenda. 1913.
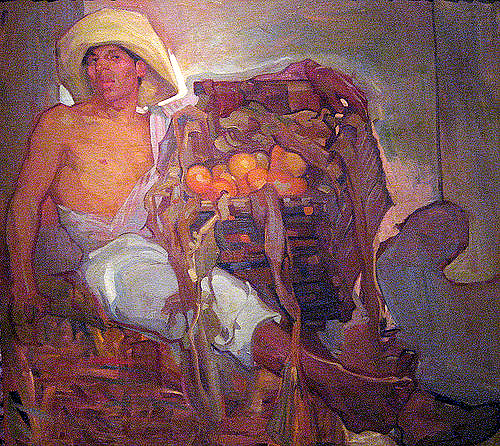
El vendedor de naranjas. 1913.
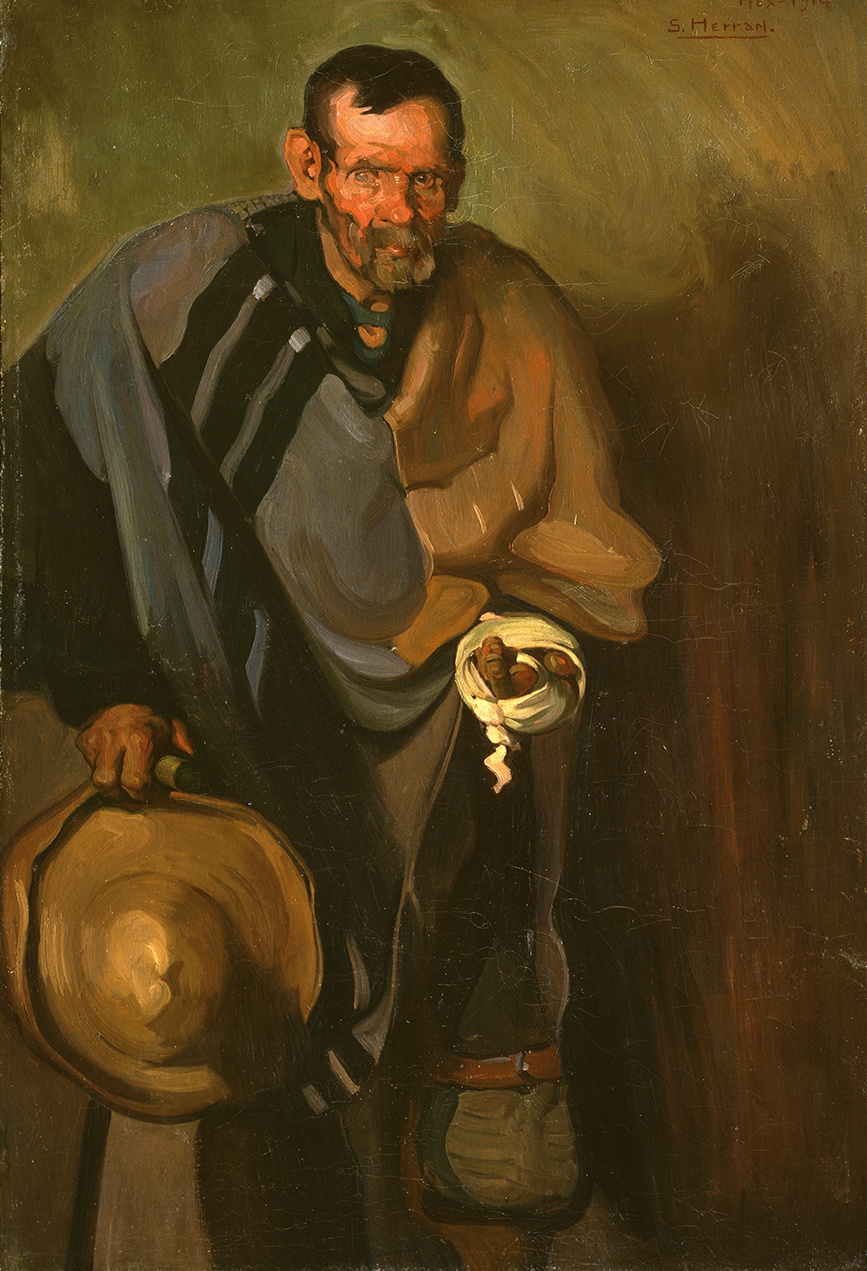
El pordiosero. 1914.
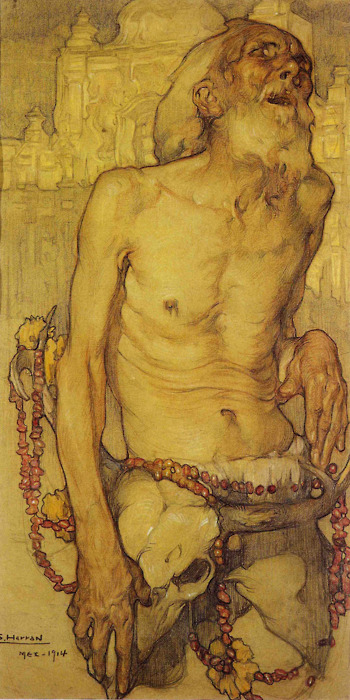
El ciego. 1914.
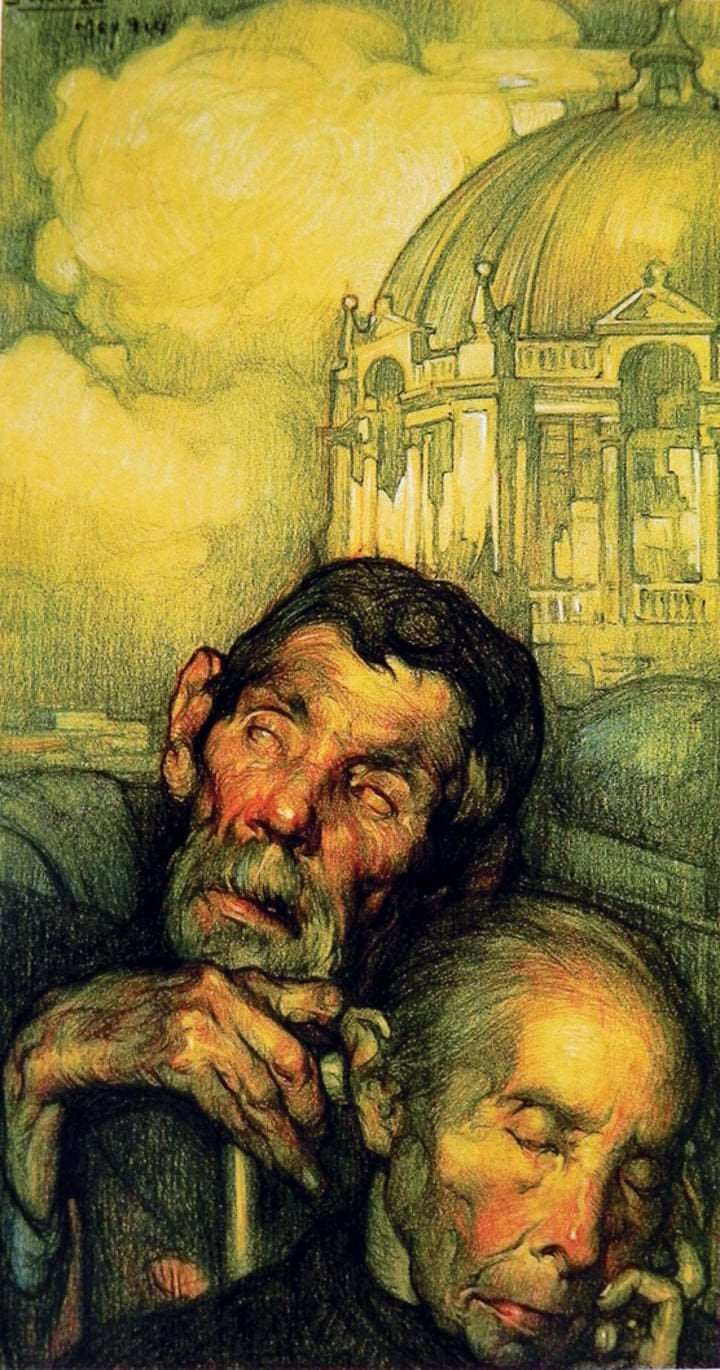
Los ciegos. 1914.
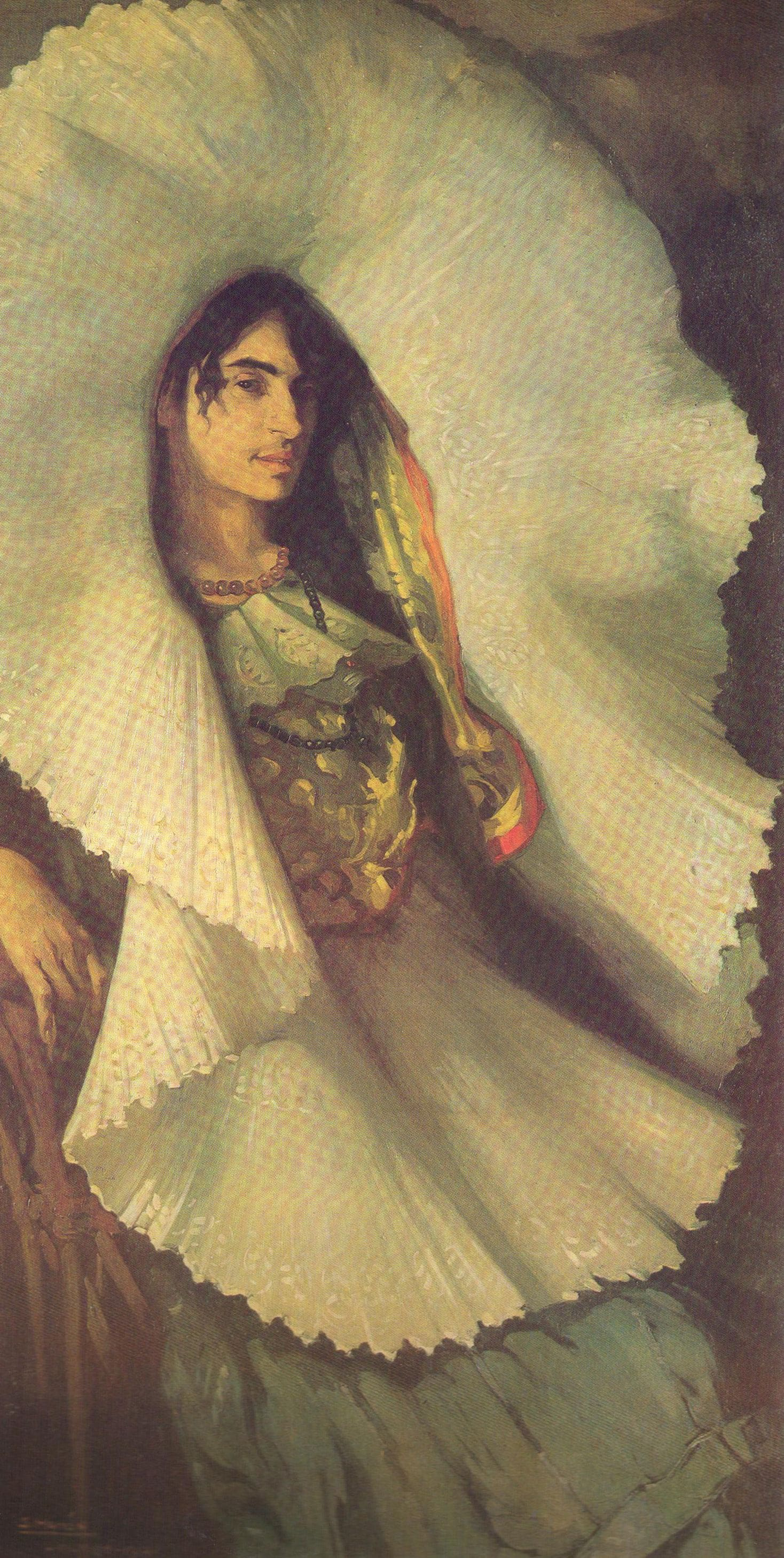
Tehuana. 1914.
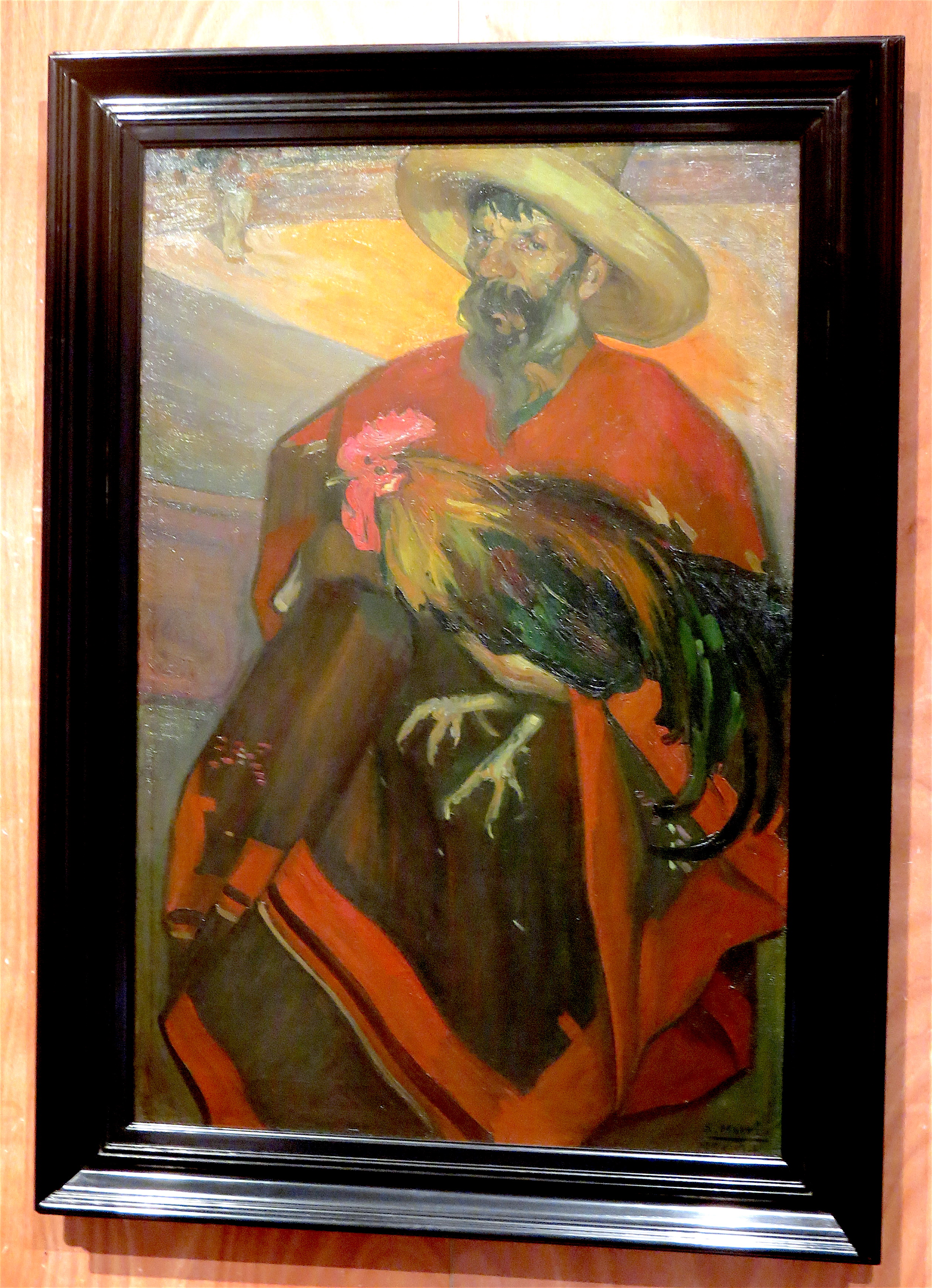
El gallero. 1914.
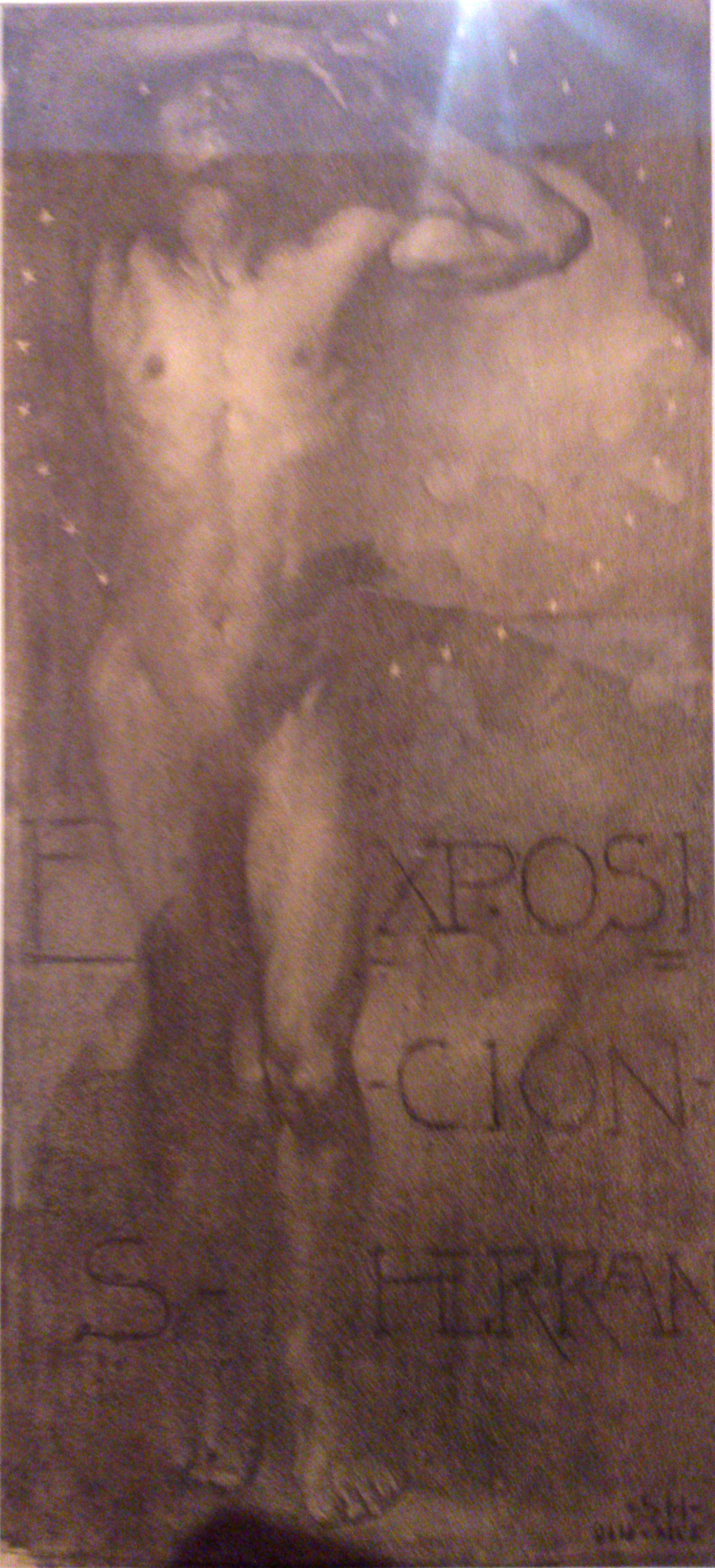
Exposición. 1914
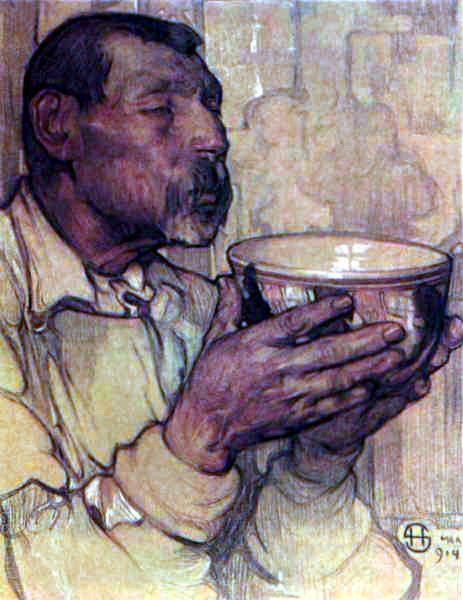
El bebedor. 1914.
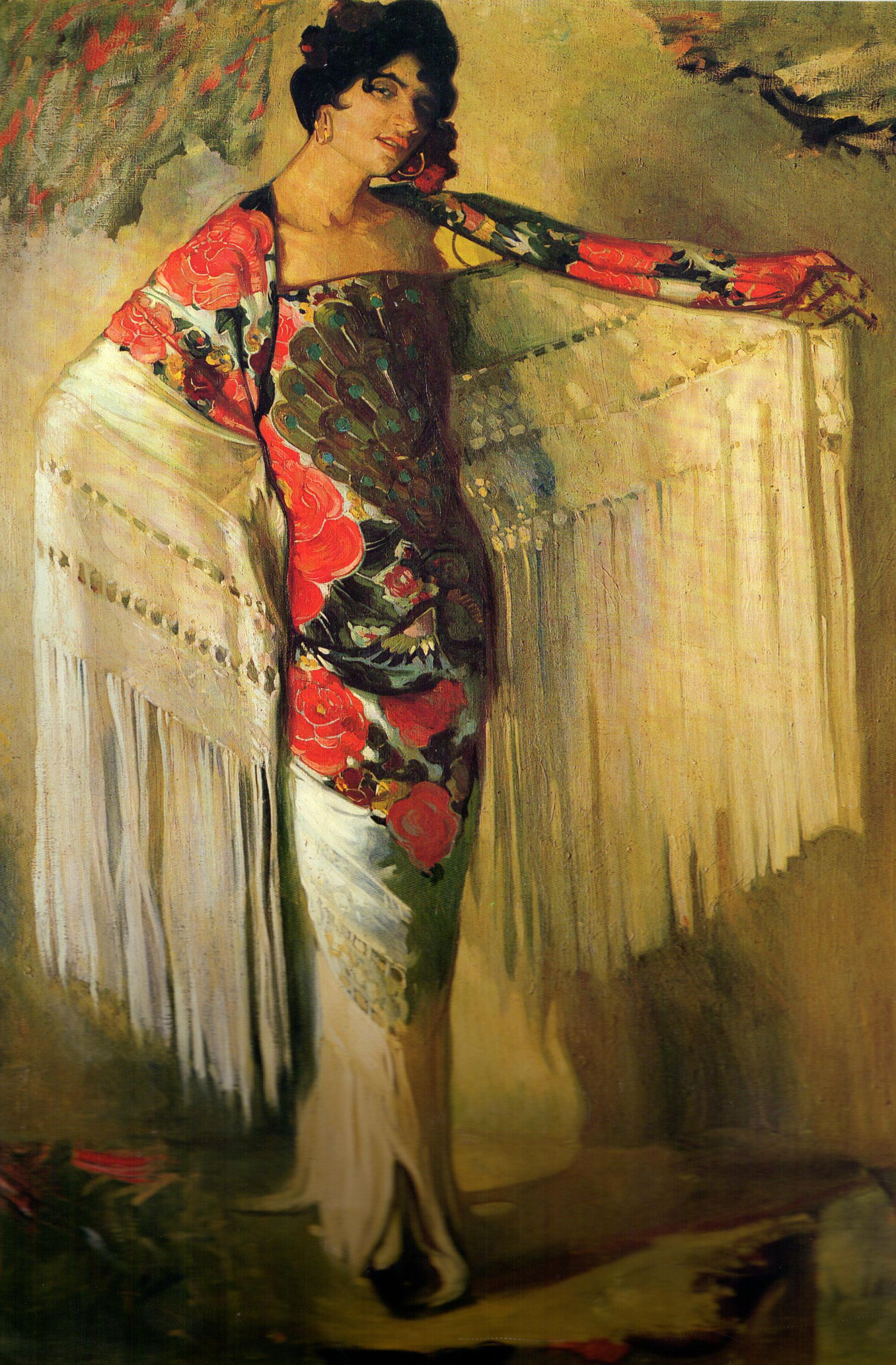
La dama del mantón. 1914.
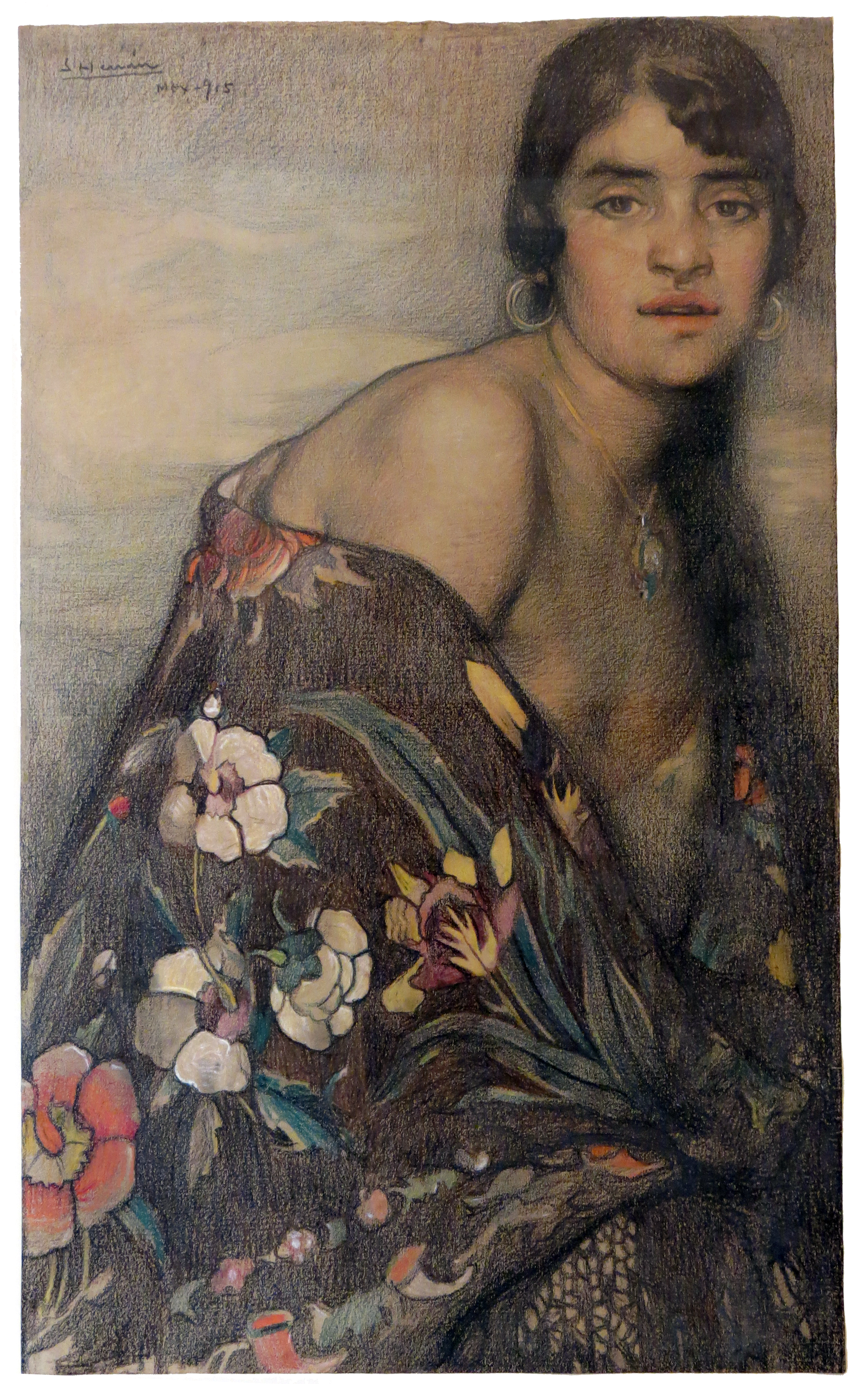
La Criolla del Mantón. 1915.
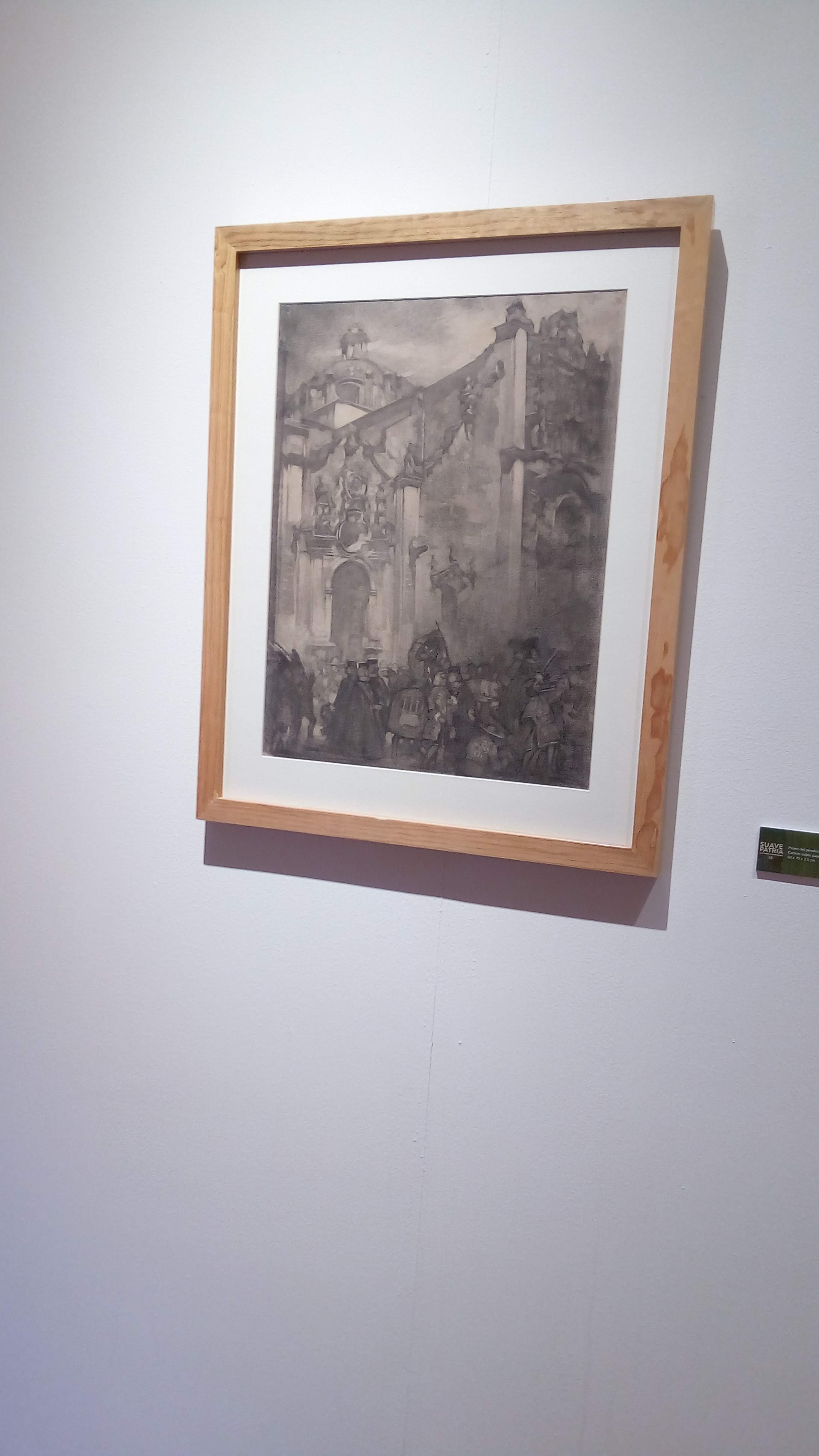
El paseo del perdón. 1915.
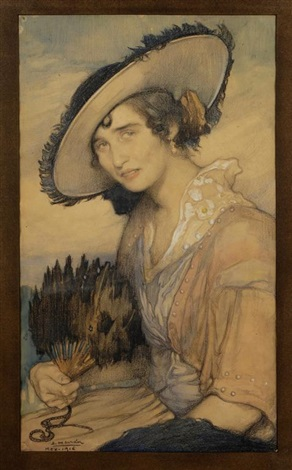
La dama del abanico. 1916.
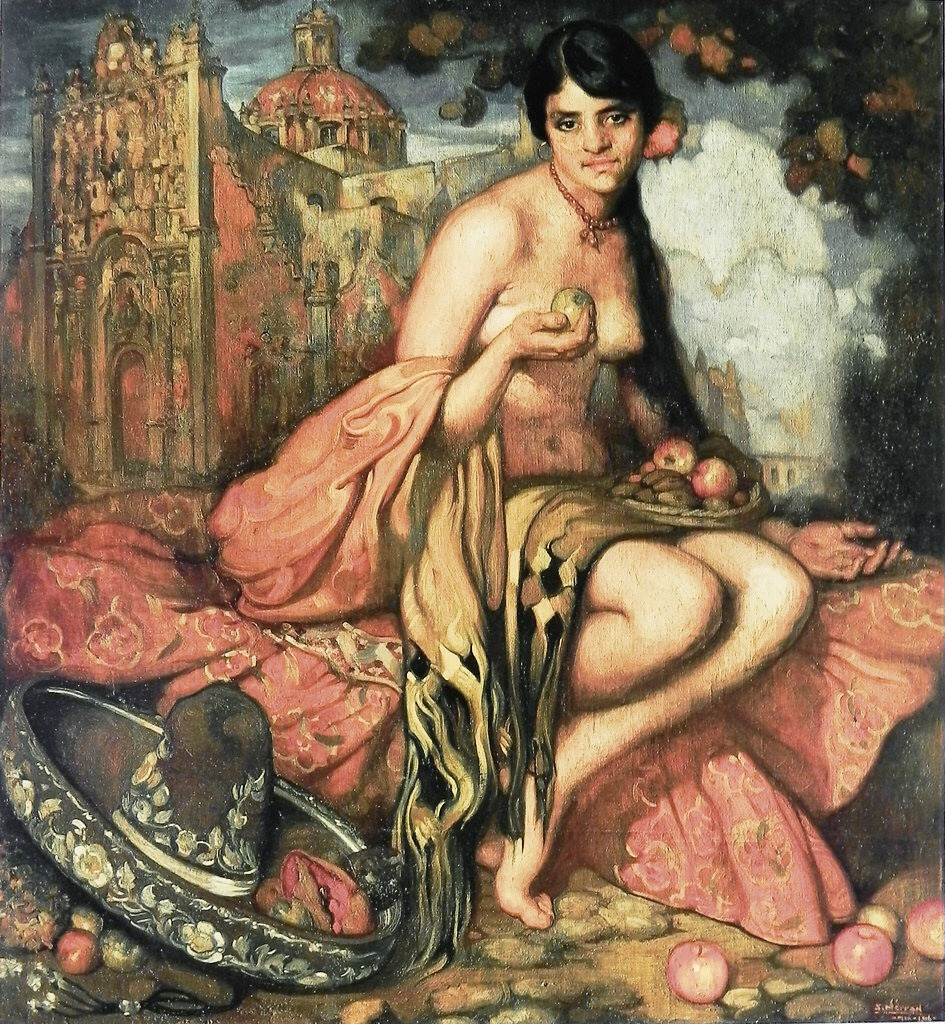
El rebozo. 1916.
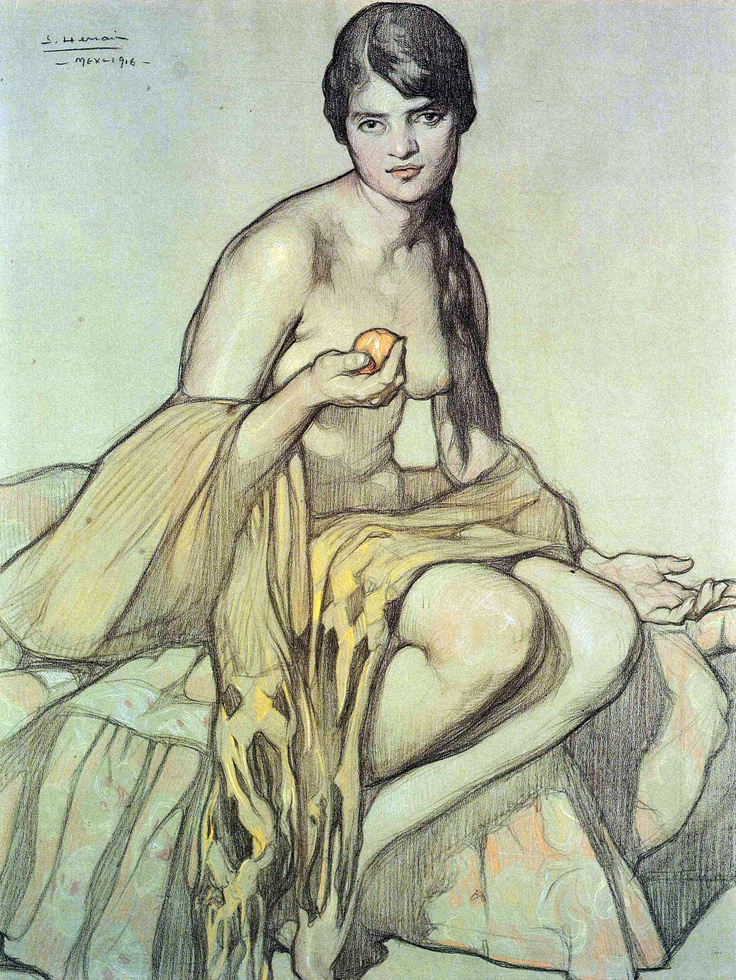
El rebozo (bosquejo). 1916.
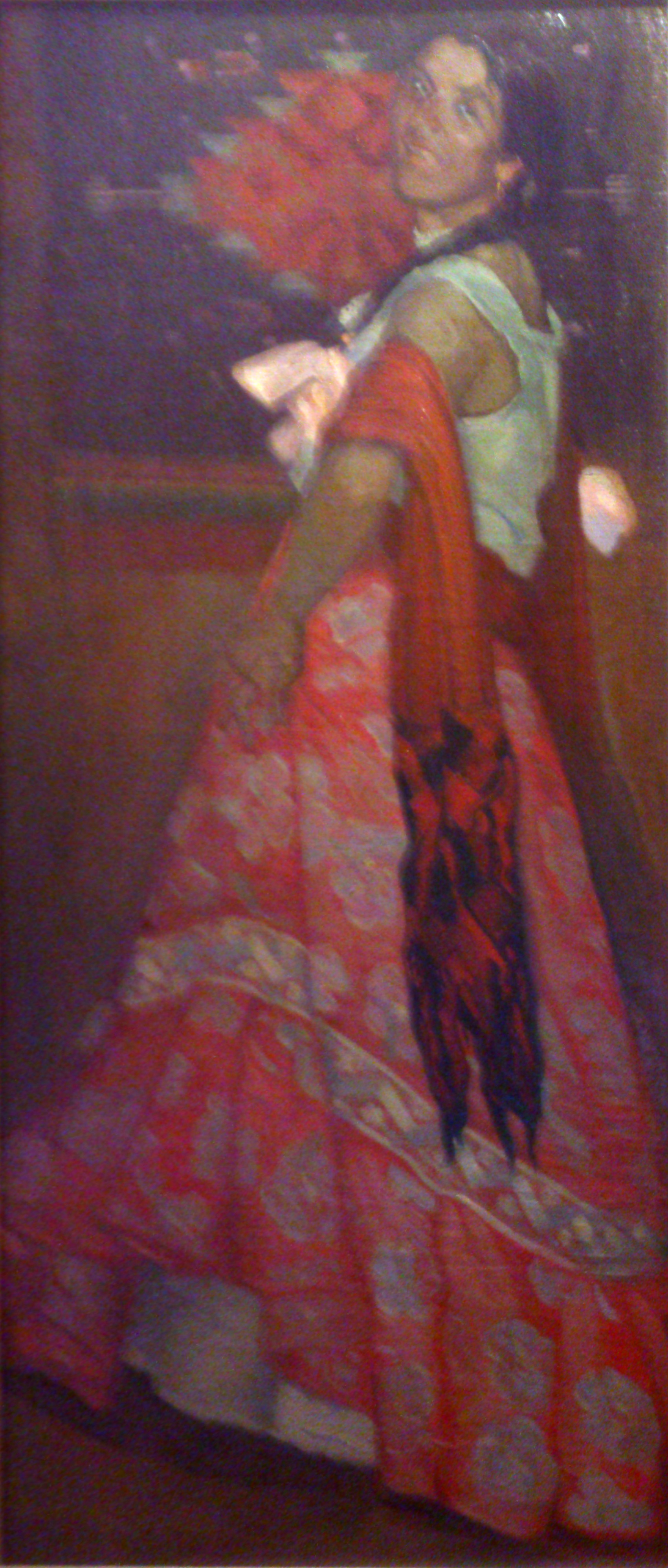
La criolla del rebozo. 1916.
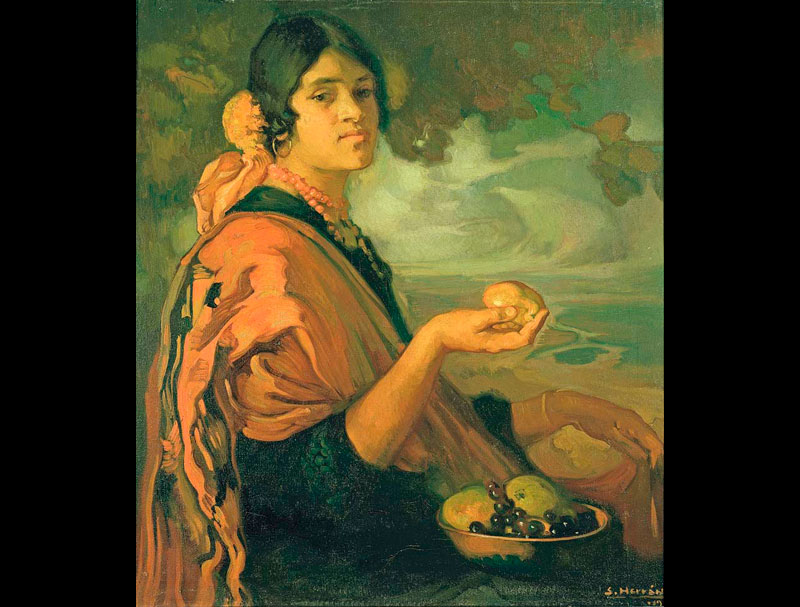
La criolla del mango. 1916.
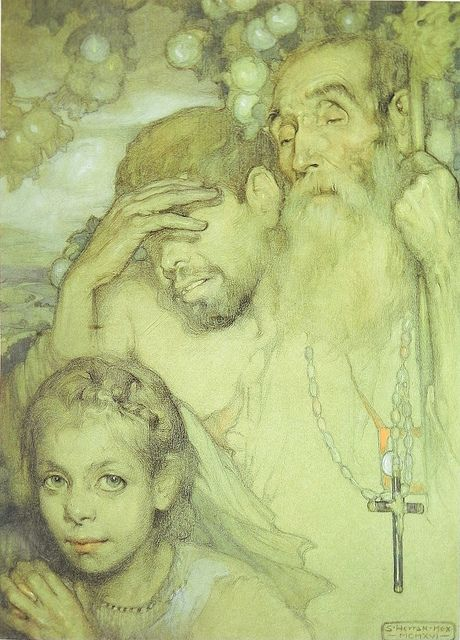
Las tres edades. 1916.
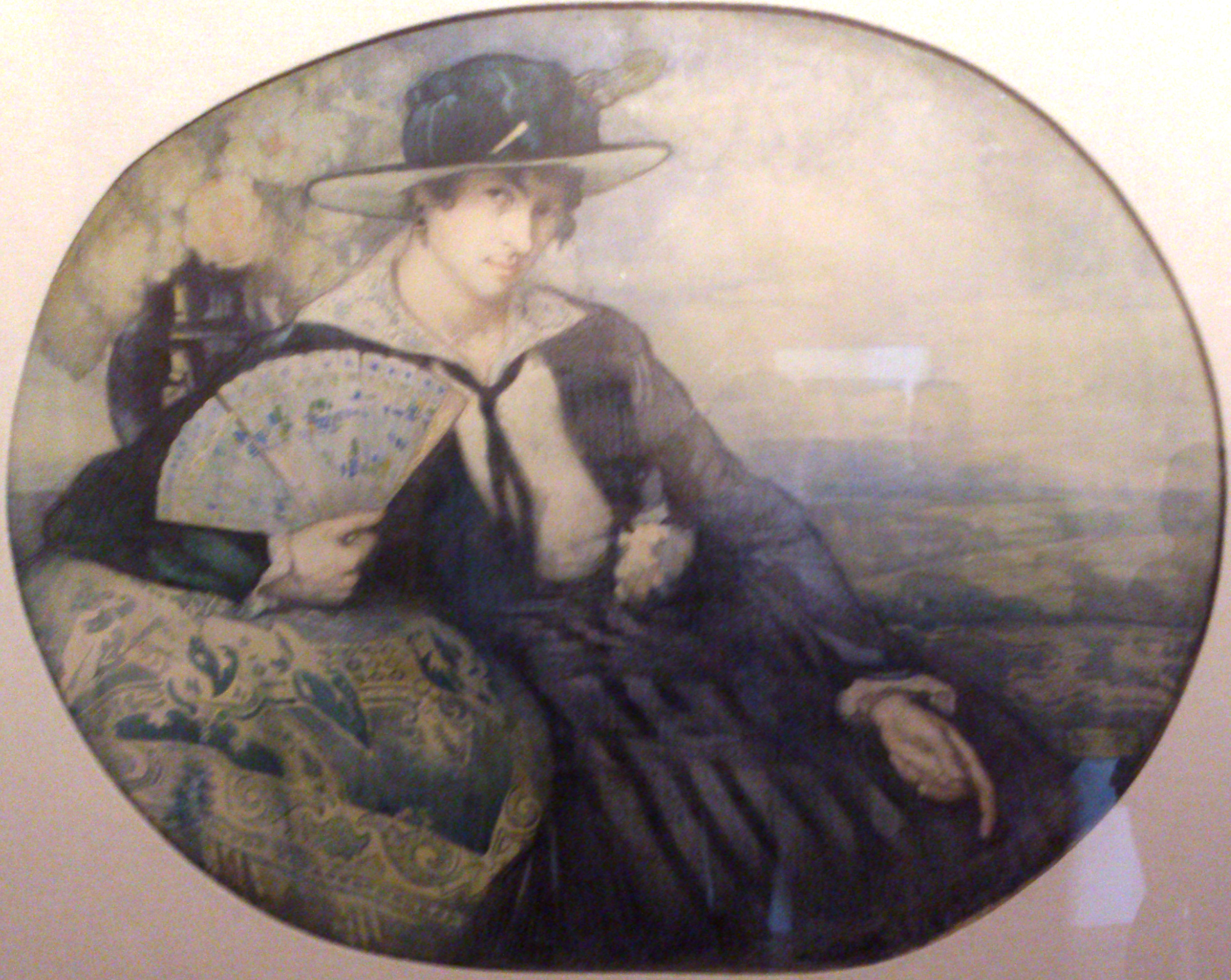
Retrato de la esposa del pintor. 1916.
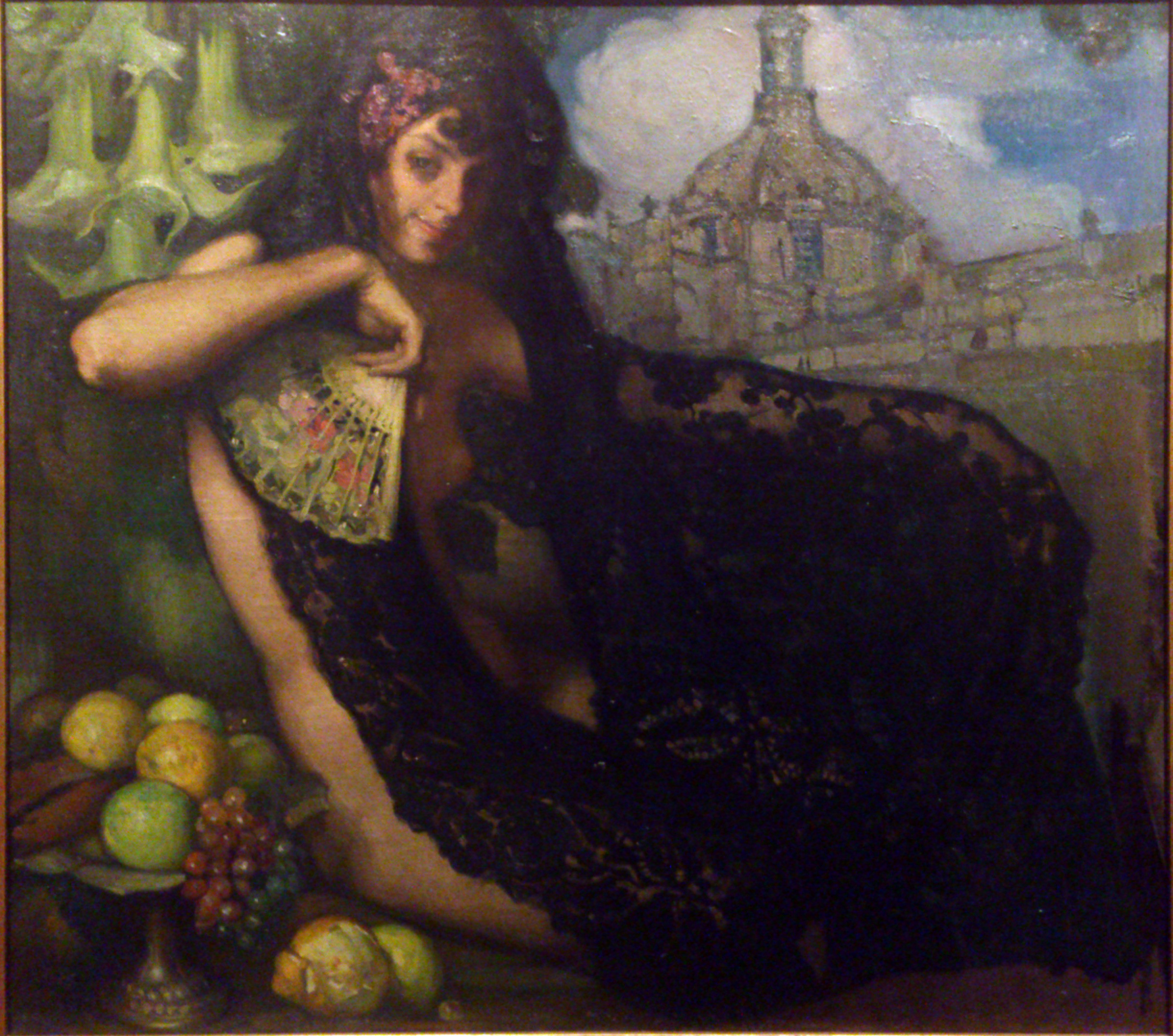
La criolla de la mantilla. 1917.
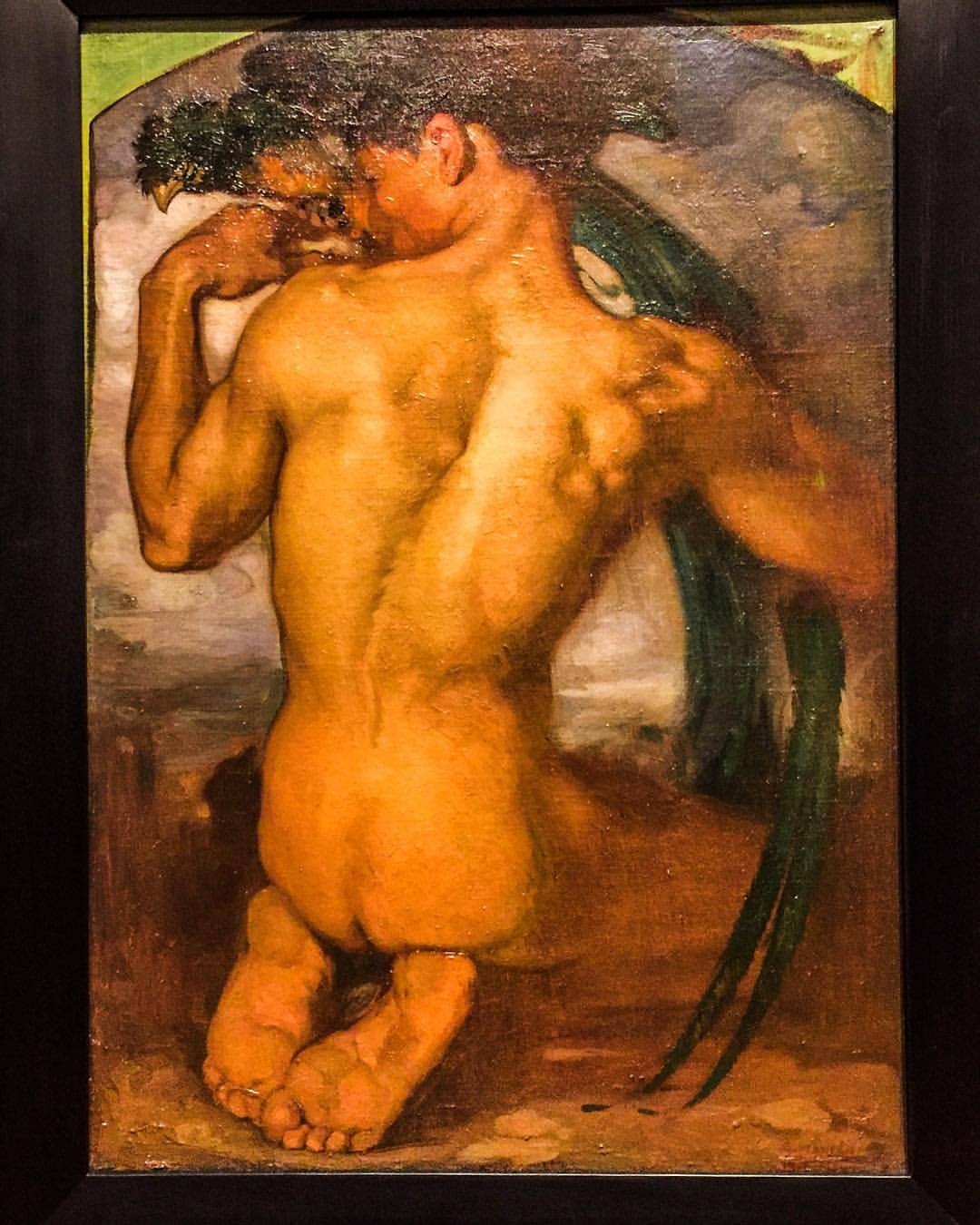
El quetzal. 1917.
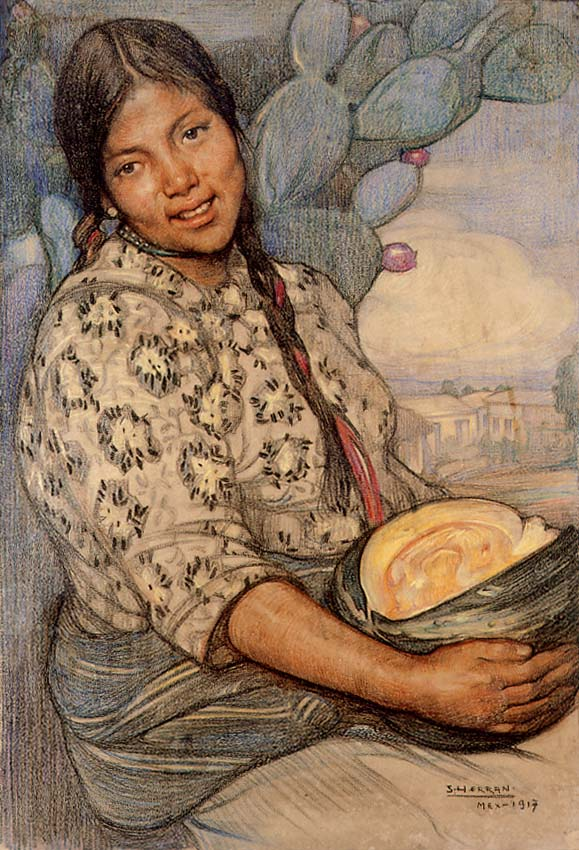
Mujer con calabaza. 1917.
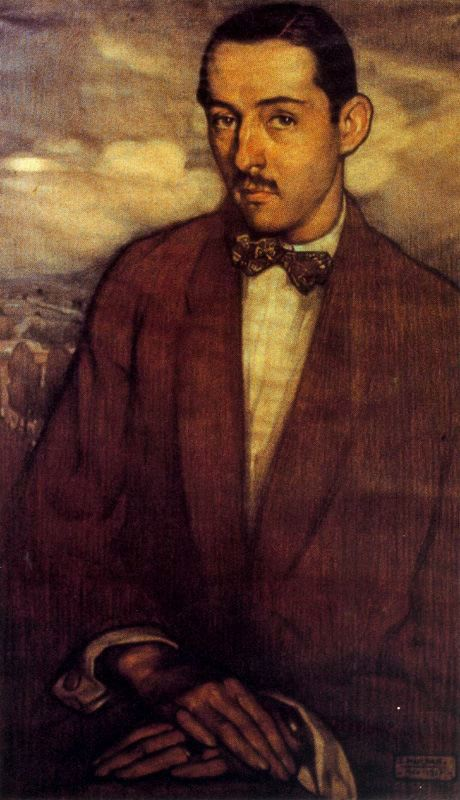
Manuel Toussaint. 1917.
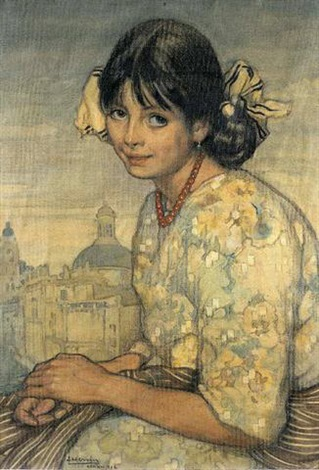
Alicia. 1916.
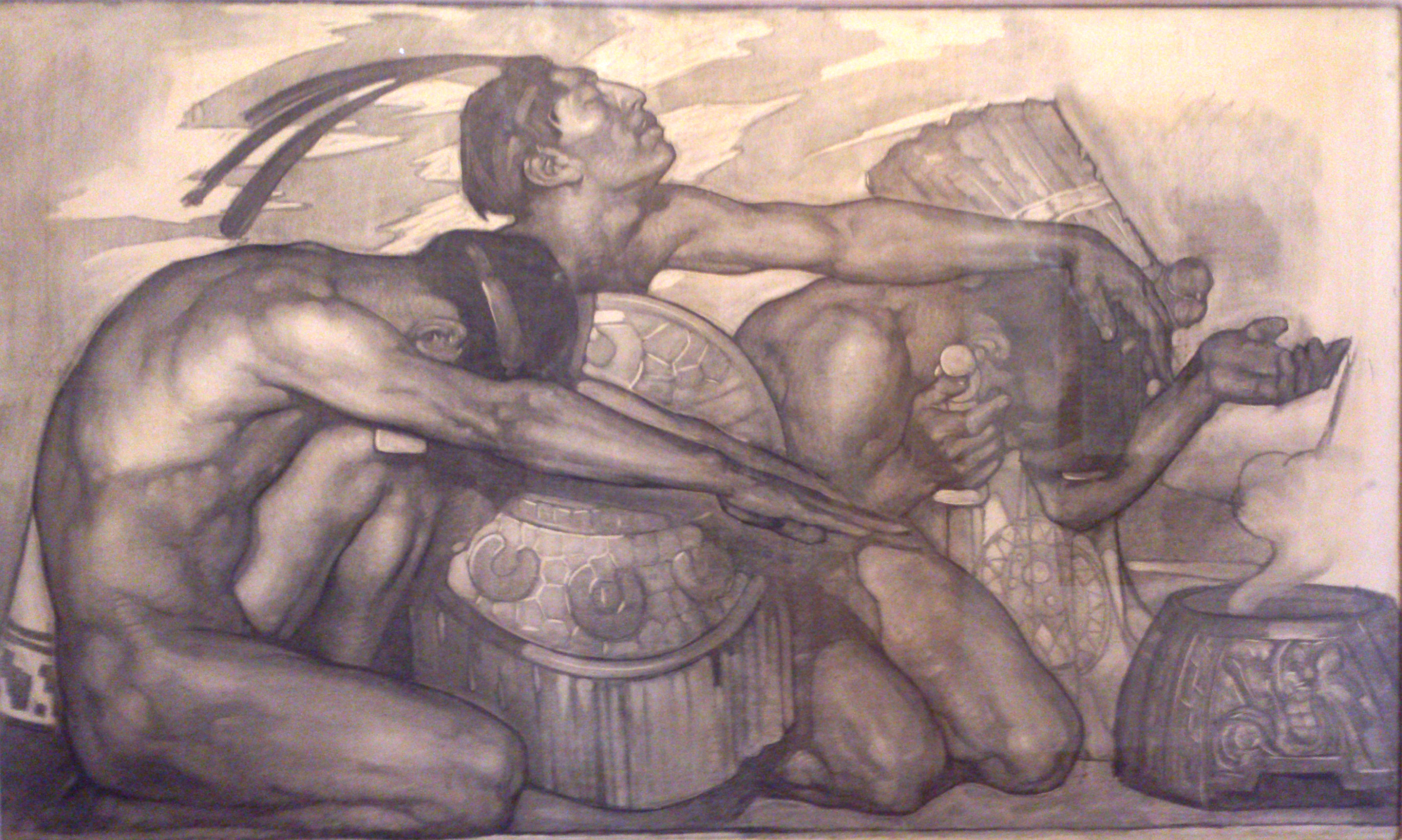
Bosquejo de "Nuestros dioses". 1917.
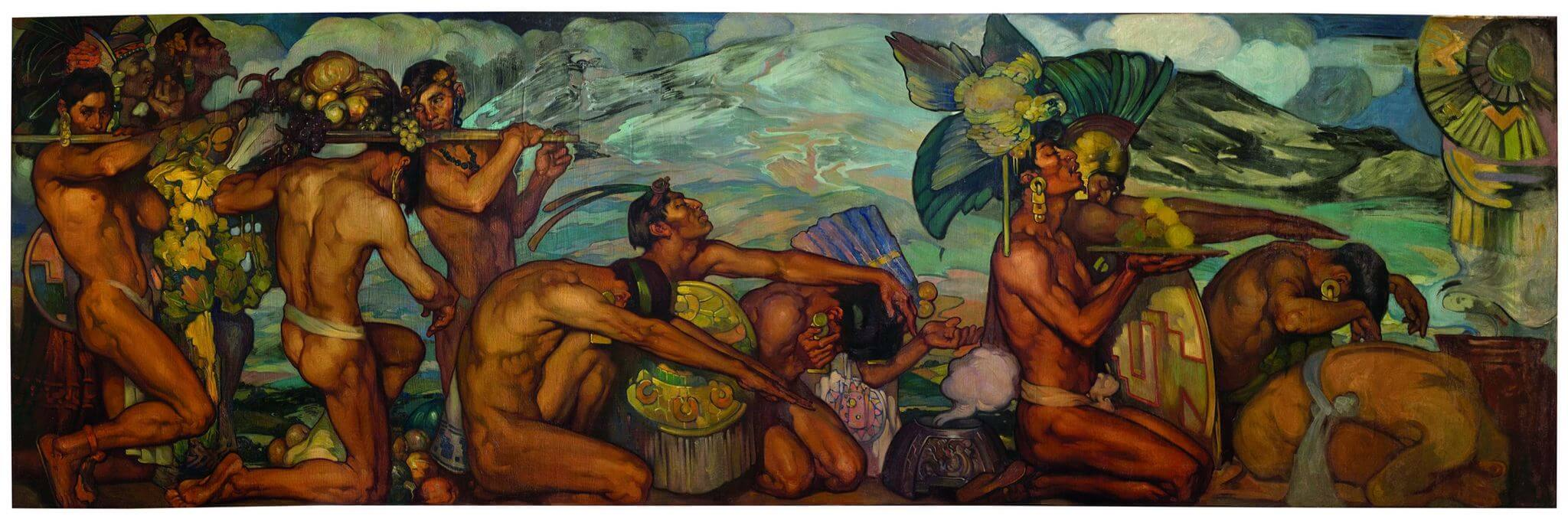
Nuestros dioses. 1917.
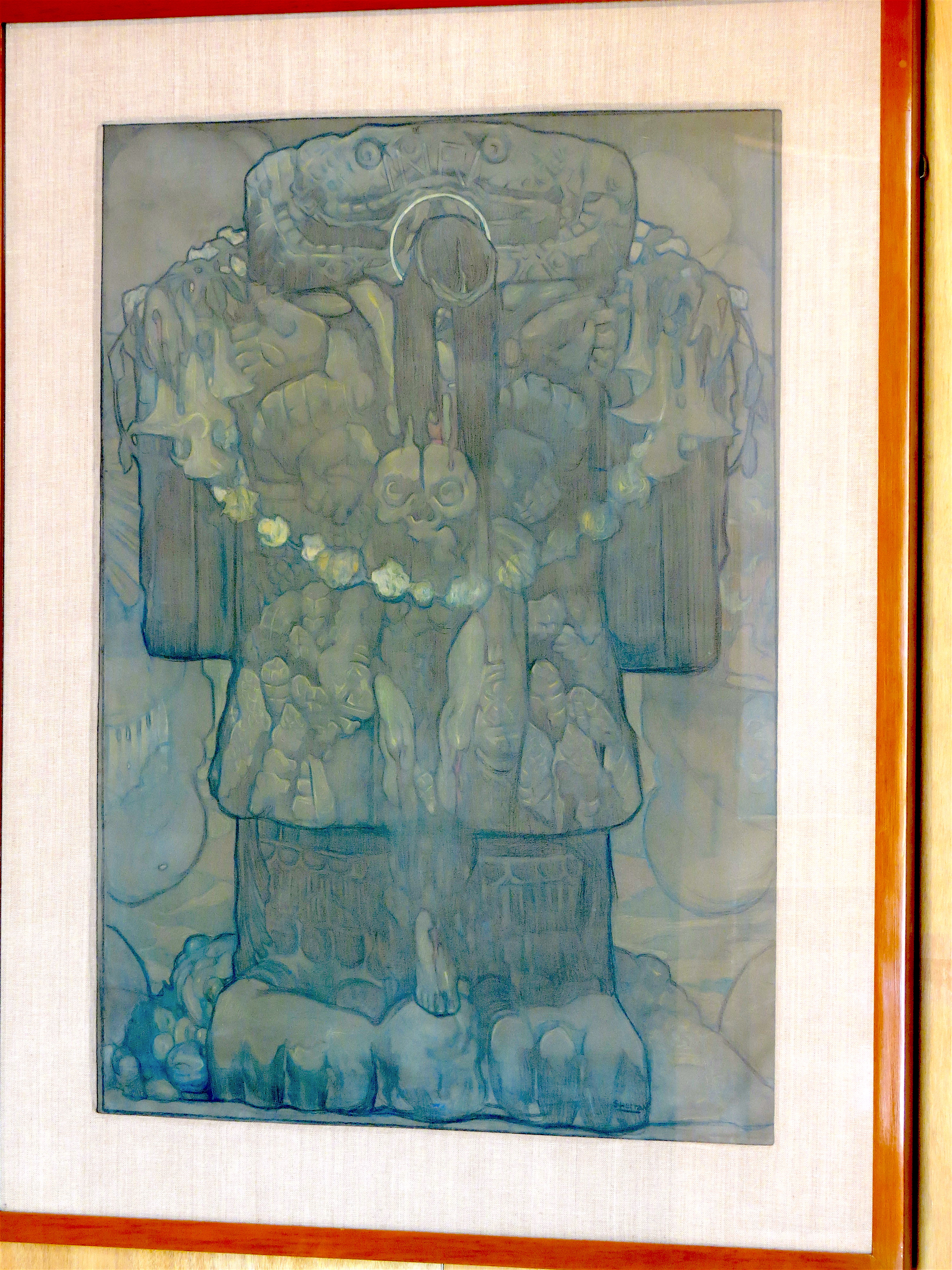
Bosquejo de ¨Nuestros dioses¨. 1917.
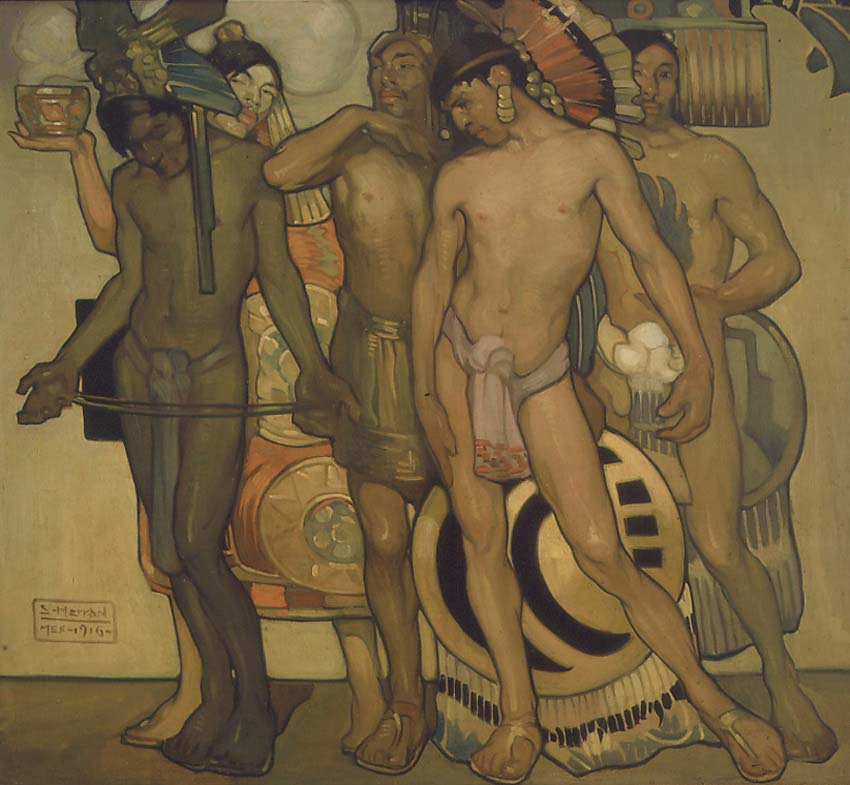
Nuestros dioses antiguos. 1916
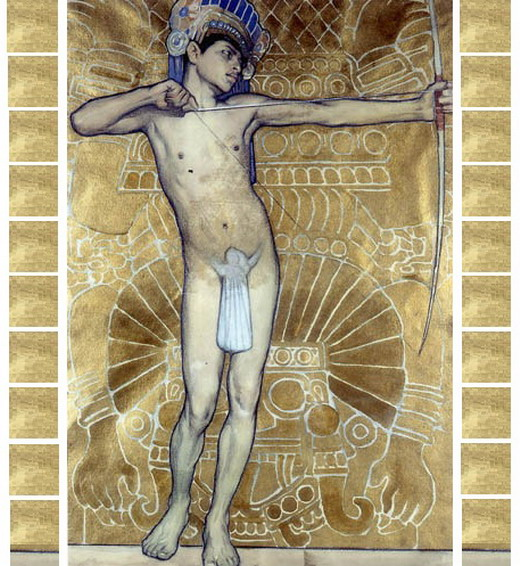
Flechador. 1918